# Serie C1 2005-2006
La Serie C1 2005-2006 è stata la 28ª edizione della serie C1, terzo livello del campionato italiano di calcio, disputata tra il 27 agosto 2005 e il 7 maggio 2006. Si è conclusa con la vittoria dello Spezia nel girone A e del Napoli nel girone B.

## Stagione

### Novità
La Fidelis Andria, salvatasi ai play-out la stagione precedente, non si iscrive al campionato. Riparte dalla Serie C2 grazie al Lodo Petrucci. Anche la Reggiana, il Benevento e SPAL aderiscono al Lodo Petrucci, rinunciano a iscriversi al campionato di Serie C1, ripartendo dalla Serie C2.
Dalla Serie B 2004-2005 arriva il Genoa che, dopo aver vinto il campionato cadetto, viene classificato ultimo d'ufficio dalla FIGC in relazione al Caso Genoa. Altre squadre della cadetteria ebbero problemi finanziari e, aderendo al Lodo Petrucci, si iscrisserio in C1 Tali squadre furono il Perugia, che aveva addirittura partecipato alla finale play-off per salire in Serie A e la Salernitana. A causa di queste defezioni le squadre retrocesse sul campo, Vicenza, Catanzaro e Pescara furono riammesse in Serie B, eccezion fatta per il Venezia, retrocesso sul campo in Serie C1 ma costretto a ripartire dalla C2 per problemi finanziari.
A completamento di organico infine vennero ripescate il Chieti e, dalla C2, il Monza, il San Marino e la Juve Stabia.

## Girone A
Il girone A parla ligure: lo Spezia di Antonio Soda riesce a staccare il Genoa, tornando in B dopo una attesa di ben 55 anni (l'ultimo campionato cadetto per gli aquilotti fu nel 1950-1951): la promozione matematica arriva nella decisiva gara di Padova del 1º maggio 2006 finita 0-0, mentre in contemporanea a Genova i rossoblù caddero contro il Cittadella, protagonista della scalata ai cadetti fu Massimiliano Guidetti capocannoniere del girone, assieme a Gianni Califano del Giulianova.
I grifoni allenati da Giovanni Vavassori si ripresero ai play-off, eliminando in semifinale la Salernitana: dopo aver perso l'andata per 2-1, i genoani ripetono lo stesso risultato al Ferraris passando in finale per la miglior posizione in classifica rispetto ai campani, in finale si giocarono la promozione con il Monza: L'andata al Brianteo finisce 2-0 per i genoani (gol di Zaniolo e Iliev), il ritorno a Marassi finirà con un'inutile vittoria dei lombardi per 1-0, sancendo il ritorno, dopo solo un anno dalla retrocessione a tavolino a causa dello scoppio del Caso Genoa nel campionato cadetto.
Retrocessa da tempo la Fermana, che in seguito decise di ripartire dalla Prima Categoria, furono condannate alla C2 Pro Sesto (sconfitto dal San Marino); e Lumezzane che nella gara d'andata in casa contro la Sambenedettese vinse inutilmente per 3-1, perché al ritorno al Riviera delle Palme subiranno un pesante 4-0 dai marchigiani, retrocedendo in C2 dopo 9 anni consecutivi di C1 e due promozioni in B perse. A causa del fallimento dei fermani, i milanesi vengono ripescati.

### Squadre partecipanti
| Club           | Stagione | Città                         | Stadio                      | Stagione precedente                                                   |
| -------------- | -------- | ----------------------------- | --------------------------- | --------------------------------------------------------------------- |
| Cittadella     | dettagli | Cittadella (PD)               | Stadio Piercesare Tombolato | 12º posto in Serie C1/B                                               |
| Fermana        | dettagli | Fermo                         | Stadio Bruno Recchioni      | 14º posto in Serie C1/B                                               |
| Genoa          | dettagli | Genova                        | Stadio Luigi Ferraris       | 22º posto in Serie B, retrocesso                                      |
| Giulianova     | dettagli | Giulianova (TE)               | Stadio Rubens Fadini        | 16º posto in Serie C1/B                                               |
| Lumezzane      | dettagli | Lumezzane (BS)                | Nuovo Stadio Comunale       | 12º posto in Serie C1/A                                               |
| Monza          | dettagli | Monza                         | Stadio Brianteo             | 3º posto in Serie C2/A, ripescata                                     |
| Novara         | dettagli | Novara                        | Stadio Silvio Piola         | 15º posto in Serie C1/A                                               |
| Padova         | dettagli | Padova                        | Stadio Euganeo              | 6º posto in Serie C1/B                                                |
| Pavia          | dettagli | Pavia                         | Stadio Pietro Fortunati     | 3º posto in Serie C1/A                                                |
| Pizzighettone  | dettagli | Pizzighettone (CR)            | Stadio Comunale             | 2º posto in Serie C2/A, promosso dopo i play-off                      |
| Pro Patria     | dettagli | Busto Arsizio (VA)            | Stadio Carlo Speroni        | 10º posto in Serie C1/A                                               |
| Pro Sesto      | dettagli | Sesto San Giovanni (MI)       | Stadio Breda                | 1º posto in Serie C2/A, promosso                                      |
| Ravenna        | dettagli | Ravenna                       | Stadio Bruno Benelli        | 2º posto in Serie C2/B, promosso dopo i play-off                      |
| Salernitana    | dettagli | Salerno                       | Stadio Arechi               | 13º posto in Serie B, fallita e ammessa in C1 grazie al Lodo Petrucci |
| Sambenedettese | dettagli | San Benedetto del Tronto (AP) | Stadio Riviera delle Palme  | 4º posto in Serie C1/B                                                |
| San Marino     | dettagli | Serravalle (RSM)              | Stadio Olimpico             | 4º posto in Serie C2/B, ripescata                                     |
| Spezia         | dettagli | La Spezia                     | Stadio Alberto Picco        | 7º posto in Serie C1/A                                                |
| Teramo         | dettagli | Teramo                        | Stadio Comunale             | 13º posto in Serie C1/B                                               |

### Allenatori
| Squadra    | Allenatore |                | Squadra | Allenatore        |
| ---------- | --- | -------------- | --- | ----------------- |
| Cittadella | Claudio Foscarini |                | Pizzighettone | Roberto Venturato |
| Fermana    | Vincenzo Mora e Gianluca De Angelis (1ª-3ª) Arcangelo Sciannimanico (4ª-21ª) Domenico Izzotti (22ª-27ª) Vincenzo Mora (28ª-34ª) | Pro Patria     | Gian Cesare Discepoli |                   |
| Genoa      | Giovanni Vavassori (1ª-25ª) Attilio Perotti (26ª-33ª) Giovanni Vavassori (34ª e play-off)                                       | Pro Sesto      | Giancarlo D'Astoli (1ª-10ª) Giovanni Trainini (11ª-27ª) Francesco Vincenzi (28ª-34ª e play-out)                                                  |                   |
| Giulianova | Francesco Giorgini | Ravenna        | Paolo Dal Fiume (1ª-21ª) Dino Pagliari (22ª-34ª)                                                                                                 |                   |
| Lumezzane  | Marco Rossi (1ª-26ª) Sandro Salvioni (27ª-34ª e play-out)                                                                       | Salernitana    | Maurizio Costantini (1ª-12ª) Stefano Cuoghi (13ª-34ª e play-off)                                                                                 |                   |
| Monza      | Giuliano Sonzogni | Sambenedettese | Giuseppe Galderisi (1ª-8ª) Luciano Zecchini (9ª-17ª) Giuseppe Giannini (18ª-23ª) Francesco Chimenti (24ª) Luigi Voltattorni (25ª-34ª e play-out) |                   |
| Novara     | Antonio Cabrini | San Marino     | Francesco Buglio (1ª-30ª) Roberto Alberti Mazzaferro (31ª-34ª e play-out)                                                                        |                   |
| Padova     | Maurizio Pellegrino | Spezia         | Antonio Soda |                   |
| Pavia      | Marco Torresani | Teramo         | Marco Cari |                   |

### Classifica finale
|  | Pos. | Squadra             | Pt | G  | V  | N  | P  | GF | GS | DR  |
|  | ---- | ------------------- | -- | -- | -- | -- | -- | -- | -- | --- |
|  | 1.   | Spezia              | 63 | 34 | 17 | 12 | 5  | 42 | 22 | +20 |
|  | 2.   | Genoa (-3)          | 56 | 34 | 15 | 14 | 5  | 42 | 27 | +15 |
|  | 3.   | Monza               | 56 | 34 | 14 | 14 | 6  | 35 | 25 | +10 |
|  | 4.   | Pavia               | 54 | 34 | 15 | 9  | 10 | 44 | 29 | +15 |
|  | 5.   | Salernitana         | 52 | 34 | 13 | 13 | 8  | 42 | 30 | +12 |
|  | 6.   | Cittadella          | 50 | 34 | 14 | 8  | 12 | 38 | 33 | +5  |
|  | 7.   | Teramo (-4)         | 49 | 34 | 14 | 11 | 9  | 39 | 35 | +4  |
|  | 8.   | Novara              | 48 | 34 | 12 | 12 | 10 | 40 | 36 | +4  |
|  | 9.   | Padova              | 47 | 34 | 11 | 14 | 9  | 36 | 32 | +4  |
|  | 10.  | Pro Patria          | 44 | 34 | 10 | 14 | 10 | 36 | 39 | -3  |
|  | 11.  | Giulianova          | 43 | 34 | 10 | 13 | 11 | 33 | 33 | 0   |
|  | 12.  | Pizzighettone       | 43 | 34 | 9  | 16 | 9  | 37 | 32 | +5  |
|  | 13.  | Ravenna             | 43 | 34 | 11 | 10 | 13 | 30 | 33 | -8  |
|  | 14.  | Pro Sesto           | 38 | 34 | 11 | 5  | 18 | 28 | 48 | -20 |
|  | 15.  | Sambenedettese (-6) | 36 | 34 | 11 | 9  | 14 | 35 | 48 | -13 |
|  | 16.  | Lumezzane           | 35 | 34 | 9  | 8  | 17 | 35 | 44 | -9  |
|  | 17.  | San Marino          | 35 | 34 | 8  | 11 | 15 | 32 | 38 | -6  |
|  | 18.  | Fermana             | 13 | 34 | 2  | 7  | 25 | 18 | 58 | -40 |

Legenda:
      Promossa in Serie B 2006-2007.
 Qualificata ai play-off o ai play-out.
      Retrocessa in Serie C2 2006-2007.
Regolamento:
Tre punti a vittoria, uno a pareggio, zero a sconfitta.
In caso di arrivo di due o più squadre a pari punti, la graduatoria verrà stilata secondo la classifica avulsa tra le squadre interessate che prevede, in ordine, i seguenti criteri:
- Punti negli scontri diretti.
- Differenza reti negli scontri diretti.
- Differenza reti generale.
- Reti realizzate in generale.
- Sorteggio.

Note:
Il Genoa ha scontato 3 punti di penalizzazione.
Il Teramo ha scontato 4 punti di penalizzazione.
La Sambenedettese ha scontato 6 punti di penalizzazione.
La Pro Sesto è stata poi riammessa in Serie C1 2006-2007.

### Risultati

#### Tabellone
|                | Cit  | Fer  | Gen  | Giu  | Lum  | Mon  | Nov  | Pad  | Pav  | Piz  | PPa  | Pse  | Rav  | Sal  | Sam  | SMa  | Spe  | Ter  |
| -------------- | ---- | ---- | ---- | ---- | ---- | ---- | ---- | ---- | ---- | ---- | ---- | ---- | ---- | ---- | ---- | ---- | ---- | ---- |
| Cittadella     | –––– | 3-0  | 1-1  | 1-0  | 2-0  | 0-1  | 0-1  | 1-1  | 0-3  | 0-2  | 1-2  | 2-0  | 2-1  | 2-1  | 2-0  | 0-0  | 1-0  | 0-1  |
| Fermana        | 0-1  | –––– | 0-1  | 0-1  | 2-1  | 0-1  | 2-4  | 1-1  | 0-1  | 1-0  | 0-2  | 2-3  | 0-0  | 0-1  | 0-2  | 1-2  | 0-1  | 0-1  |
| Genoa          | 1-3  | 3-0  | –––– | 2-0  | 1-0  | 3-0  | 1-1  | 0-0  | 1-0  | 0-0  | 2-0  | 2-0  | 3-0  | 2-2  | 1-0  | 3-2  | 1-0  | 0-0  |
| Giulianova     | 0-2  | 1-1  | 0-0  | –––– | 0-0  | 1-1  | 2-0  | 1-0  | 1-1  | 2-0  | 3-1  | 2-1  | 0-0  | 4-2  | 2-0  | 0-0  | 2-2  | 0-0  |
| Lumezzane      | 1-2  | 2-0  | 0-1  | 2-1  | –––– | 0-1  | 1-1  | 2-2  | 1-1  | 1-2  | 1-0  | 2-1  | 2-0  | 1-1  | 0-1  | 3-2  | 2-2  | 3-1  |
| Monza          | 2-1  | 1-1  | 0-0  | 2-1  | 2-0  | –––– | 0-0  | 1-0  | 1-0  | 0-0  | 0-1  | 0-1  | 1-1  | 2-1  | 3-0  | 1-1  | 1-1  | 1-0  |
| Novara         | 1-0  | 2-1  | 1-1  | 3-0  | 1-1  | 1-1  | –––– | 0-1  | 1-2  | 1-1  | 1-0  | 0-1  | 0-1  | 1-1  | 2-2  | 3-3  | 2-1  | 2-0  |
| Padova         | 2-2  | 1-0  | 1-1  | 1-1  | 0-1  | 2-1  | 3-1  | –––– | 0-1  | 2-2  | 1-1  | 2-0  | 1-1  | 2-0  | 1-0  | 1-0  | 0-0  | 1-0  |
| Pavia          | 0-1  | 5-0  | 0-0  | 2-3  | 0-2  | 0-0  | 1-0  | 1-0  | –––– | 1-1  | 3-1  | 4-1  | 3-0  | 2-1  | 2-0  | 4-0  | 0-0  | 1-1  |
| Pizzighettone  | 1-1  | 0-0  | 3-3  | 1-2  | 3-0  | 1-1  | 1-2  | 3-0  | 2-0  | –––– | 0-0  | 1-0  | 2-1  | 1-0  | 1-1  | 0-0  | 1-1  | 1-0  |
| Pro Patria     | 1-0  | 2-0  | 4-3  | 1-1  | 1-0  | 0-0  | 1-1  | 2-2  | 1-1  | 2-2  | –––– | 2-0  | 1-1  | 0-0  | 1-3  | 1-0  | 1-1  | 1-1  |
| Pro Sesto      | 1-1  | 0-0  | 0-1  | 2-1  | 3-1  | 0-3  | 0-2  | 1-2  | 2-1  | 1-0  | 1-0  | –––– | 1-1  | 0-2  | 1-0  | 1-1  | 1-1  | 4-1  |
| Ravenna        | 0-0  | 3-1  | 3-0  | 1-0  | 2-1  | 3-0  | 1-0  | 1-0  | 0-1  | 2-2  | 0-1  | 0-1  | –––– | 1-1  | 1-0  | 0-2  | 2-0  | 1-0  |
| Salernitana    | 1-0  | 1-1  | 0-0  | 1-0  | 3-2  | 1-1  | 1-2  | 1-1  | 1-0  | 1-0  | 3-0  | 5-0  | 2-0  | –––– | 5-0  | 0-0  | 0-0  | 1-0  |
| Sambenedettese | 0-4  | 3-2  | 2-1  | 0-0  | 1-0  | 2-4  | 2-1  | 2-1  | 1-1  | 2-2  | 3-3  | 1-0  | 0-0  | 0-1  | –––– | 1-0  | 1-3  | 1-1  |
| San Marino     | 3-1  | 3-0  | 1-2  | 1-0  | 1-1  | 0-1  | 0-1  | 0-2  | 0-1  | 2-1  | 1-1  | 3-0  | 1-0  | 1-1  | 0-0  | –––– | 0-1  | 1-2  |
| Spezia         | 1-1  | 2-0  | 2-0  | 1-0  | 2-1  | 1-0  | 0-0  | 1-0  | 4-0  | 1-0  | 2-1  | 1-0  | 2-1  | 4-0  | 1-0  | 1-0  | –––– | 2-2  |
| Teramo         | 4-0  | 3-2  | 1-1  | 1-1  | 1-0  | 1-1  | 3-1  | 2-2  | 2-1  | 1-0  | 1-0  | 1-0  | 2-1  | 0-0  | 1-4  | 3-1  | 1-0  | –––– |

#### Calendario
| andata (1ª) | andata (1ª) | 1ª giornata           | ritorno (18ª) | ritorno (18ª) |
|             |             |                       |               |               |
| 28 ago.     | 0-3         | Cittadella-Pavia      | 1-0           | 8 gen.        |
| 7 set.      | 0-0         | Genoa-Pizzighettone   | 3-3           | 8 gen.        |
| 28 ago.     | 0-0         | Giulianova-Ravenna    | 0-1           | 8 gen.        |
| 28 ago.     | 2-0         | Monza-Lumezzane       | 1-0           | 8 gen.        |
| 28 ago.     | 1-1         | Pro Patria-Spezia     | 1-2           | 8 gen.        |
| 27 ago.     | 1-2         | Pro Sesto-Padova      | 0-2           | 8 gen.        |
| 14 set.     | 1-0         | Salernitana-Teramo    | 0-0           | 8 gen.        |
| 28 ago.     | 2-1         | Sambenedettese-Novara | 2-2           | 8 gen.        |
| 28 ago.     | 3-0         | San Marino-Fermana    | 2-1           | 8 gen.        |

| andata (2ª) | andata (2ª) | 2ª giornata             | ritorno (19ª) | ritorno (19ª) |
|             |             |                         |               |               |
| 4 set.      | 0-2         | Fermana-Pro Patria      | 0-2           | 15 gen.       |
| 4 set.      | 3-2         | Lumezzane-San Marino    | 1-1           | 15 gen.       |
| 4 set.      | 1-0         | Novara-Cittadella       | 1-0           | 15 gen.       |
| 4 set.      | 1-1         | Padova-Giulianova       | 0-1           | 15 gen.       |
| 4 set.      | 0-0         | Pavia-Monza             | 0-1           | 15 gen.       |
| 4 set.      | 1-0         | Pizzighettone-Pro Sesto | 0-1           | 14 gen.       |
| 4 set.      | 3-0         | Ravenna-Genoa           | 0-3           | 15 gen.       |
| 21 set.     | 4-0         | Spezia-Salernitana      | 0-0           | 15 gen.       |
| 4 set.      | 1-4         | Teramo-Sambenedettese   | 1-1           | 15 gen.       |

| andata (1ª) | andata (1ª) | 1ª giornata           | ritorno (18ª) | ritorno (18ª) |
|             |             |                       |               |               |
| 28 ago.     | 0-3         | Cittadella-Pavia      | 1-0           | 8 gen.        |
| 7 set.      | 0-0         | Genoa-Pizzighettone   | 3-3           | 8 gen.        |
| 28 ago.     | 0-0         | Giulianova-Ravenna    | 0-1           | 8 gen.        |
| 28 ago.     | 2-0         | Monza-Lumezzane       | 1-0           | 8 gen.        |
| 28 ago.     | 1-1         | Pro Patria-Spezia     | 1-2           | 8 gen.        |
| 27 ago.     | 1-2         | Pro Sesto-Padova      | 0-2           | 8 gen.        |
| 14 set.     | 1-0         | Salernitana-Teramo    | 0-0           | 8 gen.        |
| 28 ago.     | 2-1         | Sambenedettese-Novara | 2-2           | 8 gen.        |
| 28 ago.     | 3-0         | San Marino-Fermana    | 2-1           | 8 gen.        |

| andata (2ª) | andata (2ª) | 2ª giornata             | ritorno (19ª) | ritorno (19ª) |
|             |             |                         |               |               |
| 4 set.      | 0-2         | Fermana-Pro Patria      | 0-2           | 15 gen.       |
| 4 set.      | 3-2         | Lumezzane-San Marino    | 1-1           | 15 gen.       |
| 4 set.      | 1-0         | Novara-Cittadella       | 1-0           | 15 gen.       |
| 4 set.      | 1-1         | Padova-Giulianova       | 0-1           | 15 gen.       |
| 4 set.      | 0-0         | Pavia-Monza             | 0-1           | 15 gen.       |
| 4 set.      | 1-0         | Pizzighettone-Pro Sesto | 0-1           | 14 gen.       |
| 4 set.      | 3-0         | Ravenna-Genoa           | 0-3           | 15 gen.       |
| 21 set.     | 4-0         | Spezia-Salernitana      | 0-0           | 15 gen.       |
| 4 set.      | 1-4         | Teramo-Sambenedettese   | 1-1           | 15 gen.       |

| andata (3ª) | andata (3ª) | 3ª giornata              | ritorno (20ª) | ritorno (20ª) |
|             |             |                          |               |               |
| 11 set.     | 2-0         | Cittadella-Lumezzane     | 2-1           | 22 gen.       |
| 12 set.     | 3-0         | Genoa-Fermana            | 1-0           | 22 gen.       |
| 11 set.     | 1-2         | Pizzighettone-Giulianova | 0-2           | 22 gen.       |
| 11 set.     | 1-1         | Pro Patria-Ravenna       | 1-0           | 22 gen.       |
| 10 set.     | 0-3         | Pro Sesto-Monza          | 1-0           | 20 gen.       |
| 11 set.     | 1-2         | Salernitana-Novara       | 1-1           | 22 gen.       |
| 11 set.     | 1-3         | Sambenedettese-Spezia    | 0-1           | 22 gen.       |
| 11 set.     | 0-2         | San Marino-Padova        | 0-1           | 22 gen.       |
| 11 set.     | 2-1         | Teramo-Pavia             | 1-1           | 22 gen.       |

| andata (4ª) | andata (4ª) | 4ª giornata           | ritorno (21ª) | ritorno (21ª) |
|             |             |                       |               |               |
| 18 set.     | 2-3         | Fermana-Pro Sesto     | 0-0           | 11 feb.       |
| 18 set.     | 3-1         | Giulianova-Pro Patria | 1-1           | 12 feb.       |
| 18 set.     | 3-1         | Lumezzane-Teramo      | 0-1           | 29 gen.       |
| 18 set.     | 3-0         | Monza-Sambenedettese  | 4-2           | 29 gen.       |
| 18 set.     | 1-1         | Novara-Pizzighettone  | 2-1           | 12 feb.       |
| 19 set.     | 1-1         | Padova-Genoa          | 0-0           | 29 gen.       |
| 18 set.     | 2-1         | Pavia-Salernitana     | 0-1           | 29 gen.       |
| 18 set.     | 0-2         | Ravenna-San Marino    | 0-1           | 29 gen.       |
| 18 set.     | 1-1         | Spezia-Cittadella     | 0-1           | 29 gen.       |

| andata (3ª) | andata (3ª) | 3ª giornata              | ritorno (20ª) | ritorno (20ª) |
|             |             |                          |               |               |
| 11 set.     | 2-0         | Cittadella-Lumezzane     | 2-1           | 22 gen.       |
| 12 set.     | 3-0         | Genoa-Fermana            | 1-0           | 22 gen.       |
| 11 set.     | 1-2         | Pizzighettone-Giulianova | 0-2           | 22 gen.       |
| 11 set.     | 1-1         | Pro Patria-Ravenna       | 1-0           | 22 gen.       |
| 10 set.     | 0-3         | Pro Sesto-Monza          | 1-0           | 20 gen.       |
| 11 set.     | 1-2         | Salernitana-Novara       | 1-1           | 22 gen.       |
| 11 set.     | 1-3         | Sambenedettese-Spezia    | 0-1           | 22 gen.       |
| 11 set.     | 0-2         | San Marino-Padova        | 0-1           | 22 gen.       |
| 11 set.     | 2-1         | Teramo-Pavia             | 1-1           | 22 gen.       |

| andata (4ª) | andata (4ª) | 4ª giornata           | ritorno (21ª) | ritorno (21ª) |
|             |             |                       |               |               |
| 18 set.     | 2-3         | Fermana-Pro Sesto     | 0-0           | 11 feb.       |
| 18 set.     | 3-1         | Giulianova-Pro Patria | 1-1           | 12 feb.       |
| 18 set.     | 3-1         | Lumezzane-Teramo      | 0-1           | 29 gen.       |
| 18 set.     | 3-0         | Monza-Sambenedettese  | 4-2           | 29 gen.       |
| 18 set.     | 1-1         | Novara-Pizzighettone  | 2-1           | 12 feb.       |
| 19 set.     | 1-1         | Padova-Genoa          | 0-0           | 29 gen.       |
| 18 set.     | 2-1         | Pavia-Salernitana     | 0-1           | 29 gen.       |
| 18 set.     | 0-2         | Ravenna-San Marino    | 0-1           | 29 gen.       |
| 18 set.     | 1-1         | Spezia-Cittadella     | 0-1           | 29 gen.       |

| andata (5ª) | andata (5ª) | 5ª giornata               | ritorno (22ª) | ritorno (22ª) |
|             |             |                           |               |               |
| 24 set.     | 1-1         | Cittadella-Padova         | 2-2           | 5 feb.        |
| 25 set.     | 1-1         | Novara-Genoa              | 1-1           | 7 feb.        |
| 25 set.     | 0-2         | Pavia-Lumezzane           | 1-1           | 5 feb.        |
| 25 set.     | 0-0         | Pizzighettone-Fermana     | 0-1           | 5 feb.        |
| 23 set.     | 1-0         | Pro Sesto-Pro Patria      | 0-2           | 15 feb.       |
| 25 set.     | 1-1         | Salernitana-Monza         | 1-2           | 5 feb.        |
| 25 set.     | 1-0         | Sambenedettese-San Marino | 0-0           | 6 feb.        |
| 26 set.     | 1-0         | Spezia-Giulianova         | 2-2           | 5 feb.        |
| 25 set.     | 2-1         | Teramo-Ravenna            | 0-1           | 5 feb.        |

| andata (6ª) | andata (6ª) | 6ª giornata              | ritorno (23ª) | ritorno (23ª) |
|             |             |                          |               |               |
| 2 ott.      | 0-1         | Fermana-Teramo           | 2-3           | 19 feb.       |
| 2 ott.      | 1-0         | Genoa-Pavia              | 0-0           | 22 mar.       |
| 2 ott.      | 2-1         | Giulianova-Pro Sesto     | 1-2           | 18 feb.       |
| 2 ott.      | 1-1         | Lumezzane-Salernitana    | 2-3           | 20 feb.       |
| 2 ott.      | 2-1         | Monza-Cittadella         | 1-0           | 19 feb.       |
| 2 ott.      | 3-1         | Padova-Novara            | 1-0           | 19 feb.       |
| 2 ott.      | 2-2         | Pro Patria-Pizzighettone | 0-0           | 19 feb.       |
| 3 ott.      | 1-0         | Ravenna-Sambenedettese   | 0-0           | 19 feb.       |
| 2 ott.      | 0-1         | San Marino-Spezia        | 0-1           | 19 feb.       |

| andata (5ª) | andata (5ª) | 5ª giornata               | ritorno (22ª) | ritorno (22ª) |
|             |             |                           |               |               |
| 24 set.     | 1-1         | Cittadella-Padova         | 2-2           | 5 feb.        |
| 25 set.     | 1-1         | Novara-Genoa              | 1-1           | 7 feb.        |
| 25 set.     | 0-2         | Pavia-Lumezzane           | 1-1           | 5 feb.        |
| 25 set.     | 0-0         | Pizzighettone-Fermana     | 0-1           | 5 feb.        |
| 23 set.     | 1-0         | Pro Sesto-Pro Patria      | 0-2           | 15 feb.       |
| 25 set.     | 1-1         | Salernitana-Monza         | 1-2           | 5 feb.        |
| 25 set.     | 1-0         | Sambenedettese-San Marino | 0-0           | 6 feb.        |
| 26 set.     | 1-0         | Spezia-Giulianova         | 2-2           | 5 feb.        |
| 25 set.     | 2-1         | Teramo-Ravenna            | 0-1           | 5 feb.        |

| andata (6ª) | andata (6ª) | 6ª giornata              | ritorno (23ª) | ritorno (23ª) |
|             |             |                          |               |               |
| 2 ott.      | 0-1         | Fermana-Teramo           | 2-3           | 19 feb.       |
| 2 ott.      | 1-0         | Genoa-Pavia              | 0-0           | 22 mar.       |
| 2 ott.      | 2-1         | Giulianova-Pro Sesto     | 1-2           | 18 feb.       |
| 2 ott.      | 1-1         | Lumezzane-Salernitana    | 2-3           | 20 feb.       |
| 2 ott.      | 2-1         | Monza-Cittadella         | 1-0           | 19 feb.       |
| 2 ott.      | 3-1         | Padova-Novara            | 1-0           | 19 feb.       |
| 2 ott.      | 2-2         | Pro Patria-Pizzighettone | 0-0           | 19 feb.       |
| 3 ott.      | 1-0         | Ravenna-Sambenedettese   | 0-0           | 19 feb.       |
| 2 ott.      | 0-1         | San Marino-Spezia        | 0-1           | 19 feb.       |

| andata (7ª) | andata (7ª) | 7ª giornata            | ritorno (24ª) | ritorno (24ª) |
|             |             |                        |               |               |
| 9 ott.      | 1-0         | Cittadella-Giulianova  | 2-0           | 26 feb.       |
| 9 ott.      | 1-1         | Novara-Lumezzane       | 1-1           | 26 feb.       |
| 9 ott.      | 2-1         | Pizzighettone-Ravenna  | 2-2           | 26 feb.       |
| 9 ott.      | 2-2         | Pro Patria-Padova      | 1-1           | 26 feb.       |
| 8 ott.      | 1-1         | Pro Sesto-San Marino   | 0-3           | 26 feb.       |
| 9 ott.      | 0-0         | Salernitana-Genoa      | 2-2           | 26 feb.       |
| 9 ott.      | 3-2         | Sambenedettese-Fermana | 2-0           | 26 feb.       |
| 9 ott.      | 4-0         | Spezia-Pavia           | 0-0           | 27 feb.       |
| 9 ott.      | 1-1         | Teramo-Monza           | 0-1           | 26 feb.       |

| andata (8ª) | andata (8ª) | 8ª giornata              | ritorno (25ª) | ritorno (25ª) |
|             |             |                          |               |               |
| 16 ott.     | 0-1         | Cittadella-Teramo        | 0-4           | 3 mar.        |
| 16 ott.     | 2-0         | Genoa-Pro Patria         | 3-4           | 5 mar.        |
| 16 ott.     | 1-1         | Giulianova-Fermana       | 1-0           | 5 mar.        |
| 16 ott.     | 2-2         | Lumezzane-Spezia         | 1-2           | 5 mar.        |
| 16 ott.     | 0-0         | Monza-Novara             | 1-1           | 5 mar.        |
| 16 ott.     | 2-0         | Padova-Salernitana       | 1-1           | 6 mar.        |
| 16 ott.     | 2-0         | Pavia-Sambenedettese     | 1-1           | 3 mar.        |
| 16 ott.     | 0-1         | Ravenna-Pro Sesto        | 1-1           | 4 mar.        |
| 16 ott.     | 2-1         | San Marino-Pizzighettone | 0-0           | 3 mar.        |

| andata (7ª) | andata (7ª) | 7ª giornata            | ritorno (24ª) | ritorno (24ª) |
|             |             |                        |               |               |
| 9 ott.      | 1-0         | Cittadella-Giulianova  | 2-0           | 26 feb.       |
| 9 ott.      | 1-1         | Novara-Lumezzane       | 1-1           | 26 feb.       |
| 9 ott.      | 2-1         | Pizzighettone-Ravenna  | 2-2           | 26 feb.       |
| 9 ott.      | 2-2         | Pro Patria-Padova      | 1-1           | 26 feb.       |
| 8 ott.      | 1-1         | Pro Sesto-San Marino   | 0-3           | 26 feb.       |
| 9 ott.      | 0-0         | Salernitana-Genoa      | 2-2           | 26 feb.       |
| 9 ott.      | 3-2         | Sambenedettese-Fermana | 2-0           | 26 feb.       |
| 9 ott.      | 4-0         | Spezia-Pavia           | 0-0           | 27 feb.       |
| 9 ott.      | 1-1         | Teramo-Monza           | 0-1           | 26 feb.       |

| andata (8ª) | andata (8ª) | 8ª giornata              | ritorno (25ª) | ritorno (25ª) |
|             |             |                          |               |               |
| 16 ott.     | 0-1         | Cittadella-Teramo        | 0-4           | 3 mar.        |
| 16 ott.     | 2-0         | Genoa-Pro Patria         | 3-4           | 5 mar.        |
| 16 ott.     | 1-1         | Giulianova-Fermana       | 1-0           | 5 mar.        |
| 16 ott.     | 2-2         | Lumezzane-Spezia         | 1-2           | 5 mar.        |
| 16 ott.     | 0-0         | Monza-Novara             | 1-1           | 5 mar.        |
| 16 ott.     | 2-0         | Padova-Salernitana       | 1-1           | 6 mar.        |
| 16 ott.     | 2-0         | Pavia-Sambenedettese     | 1-1           | 3 mar.        |
| 16 ott.     | 0-1         | Ravenna-Pro Sesto        | 1-1           | 4 mar.        |
| 16 ott.     | 2-1         | San Marino-Pizzighettone | 0-0           | 3 mar.        |

| andata (9ª) | andata (9ª) | 9ª giornata              | ritorno (26ª) | ritorno (26ª) |
|             |             |                          |               |               |
| 23 ott.     | 0-0         | Fermana-Ravenna          | 1-3           | 12 mar.       |
| 23 ott.     | 0-0         | Giulianova-San Marino    | 0-1           | 12 mar.       |
| 23 ott.     | 1-2         | Novara-Pavia             | 0-1           | 10 mar.       |
| 23 ott.     | 3-0         | Pizzighettone-Padova     | 2-2           | 12 mar.       |
| 23 ott.     | 0-0         | Pro Patria-Monza         | 1-0           | 12 mar.       |
| 22 ott.     | 0-1         | Pro Sesto-Genoa          | 0-2           | 12 mar.       |
| 23 ott.     | 1-0         | Salernitana-Cittadella   | 1-2           | 12 mar.       |
| 23 ott.     | 1-0         | Sambenedettese-Lumezzane | 1-0           | 12 mar.       |
| 23 ott.     | 2-2         | Spezia-Teramo            | 0-1           | 12 mar.       |

| andata (10ª) | andata (10ª) | 10ª giornata               | ritorno (27ª) | ritorno (27ª) |
|              |              |                            |               |               |
| 6 nov.       | 2-0          | Cittadella-Pro Sesto       | 1-1           | 18 mar.       |
| 6 nov.       | 2-0          | Genoa-Giulianova           | 0-0           | 19 mar.       |
| 6 nov.       | 1-2          | Lumezzane-Pizzighettone    | 0-3           | 19 mar.       |
| 4 nov.       | 1-1          | Monza-Spezia               | 0-1           | 19 mar.       |
| 6 nov.       | 1-1          | Padova-Ravenna             | 0-1           | 19 mar.       |
| 6 nov.       | 5-0          | Pavia-Fermana              | 1-0           | 19 mar.       |
| 6 nov.       | 5-0          | Salernitana-Sambenedettese | 1-0           | 19 mar.       |
| 6 nov.       | 1-1          | San Marino-Pro Patria      | 0-1           | 19 mar.       |
| 6 nov.       | 3-1          | Teramo-Novara              | 0-2           | 19 mar.       |

| andata (9ª) | andata (9ª) | 9ª giornata              | ritorno (26ª) | ritorno (26ª) |
|             |             |                          |               |               |
| 23 ott.     | 0-0         | Fermana-Ravenna          | 1-3           | 12 mar.       |
| 23 ott.     | 0-0         | Giulianova-San Marino    | 0-1           | 12 mar.       |
| 23 ott.     | 1-2         | Novara-Pavia             | 0-1           | 10 mar.       |
| 23 ott.     | 3-0         | Pizzighettone-Padova     | 2-2           | 12 mar.       |
| 23 ott.     | 0-0         | Pro Patria-Monza         | 1-0           | 12 mar.       |
| 22 ott.     | 0-1         | Pro Sesto-Genoa          | 0-2           | 12 mar.       |
| 23 ott.     | 1-0         | Salernitana-Cittadella   | 1-2           | 12 mar.       |
| 23 ott.     | 1-0         | Sambenedettese-Lumezzane | 1-0           | 12 mar.       |
| 23 ott.     | 2-2         | Spezia-Teramo            | 0-1           | 12 mar.       |

| andata (10ª) | andata (10ª) | 10ª giornata               | ritorno (27ª) | ritorno (27ª) |
|              |              |                            |               |               |
| 6 nov.       | 2-0          | Cittadella-Pro Sesto       | 1-1           | 18 mar.       |
| 6 nov.       | 2-0          | Genoa-Giulianova           | 0-0           | 19 mar.       |
| 6 nov.       | 1-2          | Lumezzane-Pizzighettone    | 0-3           | 19 mar.       |
| 4 nov.       | 1-1          | Monza-Spezia               | 0-1           | 19 mar.       |
| 6 nov.       | 1-1          | Padova-Ravenna             | 0-1           | 19 mar.       |
| 6 nov.       | 5-0          | Pavia-Fermana              | 1-0           | 19 mar.       |
| 6 nov.       | 5-0          | Salernitana-Sambenedettese | 1-0           | 19 mar.       |
| 6 nov.       | 1-1          | San Marino-Pro Patria      | 0-1           | 19 mar.       |
| 6 nov.       | 3-1          | Teramo-Novara              | 0-2           | 19 mar.       |

| andata (11ª) | andata (11ª) | 11ª giornata              | ritorno (28ª) | ritorno (28ª) |
|              |              |                           |               |               |
| 11 nov.      | 1-1          | Fermana-Padova            | 0-1           | 26 mar.       |
| 13 nov.      | 4-2          | Giulianova-Salernitana    | 0-1           | 26 mar.       |
| 13 nov.      | 1-0          | Pizzighettone-Teramo      | 0-1           | 26 mar.       |
| 13 nov.      | 1-0          | Pro Patria-Lumezzane      | 0-1           | 26 mar.       |
| 12 nov.      | 2-1          | Pro Sesto-Pavia           | 1-4           | 26 mar.       |
| 13 nov.      | 3-0          | Ravenna-Monza             | 1-1           | 26 mar.       |
| 13 nov.      | 0-4          | Sambenedettese-Cittadella | 0-2           | 26 mar.       |
| 13 nov.      | 1-2          | San Marino-Genoa          | 2-3           | 26 mar.       |
| 13 nov.      | 0-0          | Spezia-Novara             | 1-2           | 26 mar.       |

| andata (12ª) | andata (12ª) | 12ª giornata                 | ritorno (29ª) | ritorno (29ª) |
|              |              |                              |               |               |
| 20 nov.      | 1-2          | Cittadella-Pro Patria        | 0-1           | 2 apr.        |
| 22 nov.      | 1-0          | Genoa-Spezia                 | 0-2           | 6 apr.        |
| 20 nov.      | 2-2          | Lumezzane-Padova             | 1-0           | 2 apr.        |
| 20 nov.      | 1-1          | Monza-San Marino             | 1-0           | 2 apr.        |
| 20 nov.      | 0-1          | Novara-Pro Sesto             | 2-0           | 1º apr.       |
| 18 nov.      | 3-0          | Pavia-Ravenna                | 1-0           | 2 apr.        |
| 20 nov.      | 1-1          | Salernitana-Fermana          | 1-0           | 2 apr.        |
| 20 nov.      | 2-2          | Sambenedettese-Pizzighettone | 1-1           | 2 apr.        |
| 20 nov.      | 1-1          | Teramo-Giulianova            | 0-0           | 2 apr.        |

| andata (11ª) | andata (11ª) | 11ª giornata              | ritorno (28ª) | ritorno (28ª) |
|              |              |                           |               |               |
| 11 nov.      | 1-1          | Fermana-Padova            | 0-1           | 26 mar.       |
| 13 nov.      | 4-2          | Giulianova-Salernitana    | 0-1           | 26 mar.       |
| 13 nov.      | 1-0          | Pizzighettone-Teramo      | 0-1           | 26 mar.       |
| 13 nov.      | 1-0          | Pro Patria-Lumezzane      | 0-1           | 26 mar.       |
| 12 nov.      | 2-1          | Pro Sesto-Pavia           | 1-4           | 26 mar.       |
| 13 nov.      | 3-0          | Ravenna-Monza             | 1-1           | 26 mar.       |
| 13 nov.      | 0-4          | Sambenedettese-Cittadella | 0-2           | 26 mar.       |
| 13 nov.      | 1-2          | San Marino-Genoa          | 2-3           | 26 mar.       |
| 13 nov.      | 0-0          | Spezia-Novara             | 1-2           | 26 mar.       |

| andata (12ª) | andata (12ª) | 12ª giornata                 | ritorno (29ª) | ritorno (29ª) |
|              |              |                              |               |               |
| 20 nov.      | 1-2          | Cittadella-Pro Patria        | 0-1           | 2 apr.        |
| 22 nov.      | 1-0          | Genoa-Spezia                 | 0-2           | 6 apr.        |
| 20 nov.      | 2-2          | Lumezzane-Padova             | 1-0           | 2 apr.        |
| 20 nov.      | 1-1          | Monza-San Marino             | 1-0           | 2 apr.        |
| 20 nov.      | 0-1          | Novara-Pro Sesto             | 2-0           | 1º apr.       |
| 18 nov.      | 3-0          | Pavia-Ravenna                | 1-0           | 2 apr.        |
| 20 nov.      | 1-1          | Salernitana-Fermana          | 1-0           | 2 apr.        |
| 20 nov.      | 2-2          | Sambenedettese-Pizzighettone | 1-1           | 2 apr.        |
| 20 nov.      | 1-1          | Teramo-Giulianova            | 0-0           | 2 apr.        |

| andata (13ª) | andata (13ª) | 13ª giornata             | ritorno (30ª) | ritorno (30ª) |
|              |              |                          |               |               |
| 27 nov.      | 0-1          | Fermana-Cittadella       | 0-3           | 9 apr.        |
| 27 nov.      | 1-0          | Genoa-Lumezzane          | 1-0           | 9 apr.        |
| 27 nov.      | 1-1          | Giulianova-Pavia         | 3-2           | 9 apr.        |
| 27 nov.      | 2-1          | Padova-Monza             | 0-1           | 9 apr.        |
| 27 nov.      | 1-1          | Pizzighettone-Spezia     | 0-1           | 9 apr.        |
| 27 nov.      | 1-1          | Pro Patria-Novara        | 0-1           | 9 apr.        |
| 14 dic.      | 1-0          | Pro Sesto-Sambenedettese | 0-1           | 9 apr.        |
| 27 nov.      | 1-1          | Ravenna-Salernitana      | 0-2           | 9 apr.        |
| 28 nov.      | 1-2          | San Marino-Teramo        | 1-3           | 9 apr.        |

| andata (14ª) | andata (14ª) | 14ª giornata              | ritorno (31ª) | ritorno (31ª) |
|              |              |                           |               |               |
| 4 dic.       | 0-0          | Cittadella-San Marino     | 1-3           | 13 apr.       |
| 4 dic.       | 2-0          | Lumezzane-Ravenna         | 1-2           | 13 apr.       |
| 4 dic.       | 0-0          | Monza-Genoa               | 0-3           | 13 apr.       |
| 14 dic.      | 3-0          | Novara-Giulianova         | 0-2           | 13 apr.       |
| 4 dic.       | 1-0          | Pavia-Padova              | 1-0           | 13 apr.       |
| 4 dic.       | 1-0          | Salernitana-Pizzighettone | 0-1           | 13 apr.       |
| 4 dic.       | 3-3          | Sambenedettese-Pro Patria | 3-1           | 13 apr.       |
| 4 dic.       | 2-0          | Spezia-Fermana            | 1-0           | 13 apr.       |
| 4 dic.       | 1-0          | Teramo-Pro Sesto          | 1-4           | 13 apr.       |

| andata (13ª) | andata (13ª) | 13ª giornata             | ritorno (30ª) | ritorno (30ª) |
|              |              |                          |               |               |
| 27 nov.      | 0-1          | Fermana-Cittadella       | 0-3           | 9 apr.        |
| 27 nov.      | 1-0          | Genoa-Lumezzane          | 1-0           | 9 apr.        |
| 27 nov.      | 1-1          | Giulianova-Pavia         | 3-2           | 9 apr.        |
| 27 nov.      | 2-1          | Padova-Monza             | 0-1           | 9 apr.        |
| 27 nov.      | 1-1          | Pizzighettone-Spezia     | 0-1           | 9 apr.        |
| 27 nov.      | 1-1          | Pro Patria-Novara        | 0-1           | 9 apr.        |
| 14 dic.      | 1-0          | Pro Sesto-Sambenedettese | 0-1           | 9 apr.        |
| 27 nov.      | 1-1          | Ravenna-Salernitana      | 0-2           | 9 apr.        |
| 28 nov.      | 1-2          | San Marino-Teramo        | 1-3           | 9 apr.        |

| andata (14ª) | andata (14ª) | 14ª giornata              | ritorno (31ª) | ritorno (31ª) |
|              |              |                           |               |               |
| 4 dic.       | 0-0          | Cittadella-San Marino     | 1-3           | 13 apr.       |
| 4 dic.       | 2-0          | Lumezzane-Ravenna         | 1-2           | 13 apr.       |
| 4 dic.       | 0-0          | Monza-Genoa               | 0-3           | 13 apr.       |
| 14 dic.      | 3-0          | Novara-Giulianova         | 0-2           | 13 apr.       |
| 4 dic.       | 1-0          | Pavia-Padova              | 1-0           | 13 apr.       |
| 4 dic.       | 1-0          | Salernitana-Pizzighettone | 0-1           | 13 apr.       |
| 4 dic.       | 3-3          | Sambenedettese-Pro Patria | 3-1           | 13 apr.       |
| 4 dic.       | 2-0          | Spezia-Fermana            | 1-0           | 13 apr.       |
| 4 dic.       | 1-0          | Teramo-Pro Sesto          | 1-4           | 13 apr.       |

| andata (15ª) | andata (15ª) | 15ª giornata           | ritorno (32ª) | ritorno (32ª) |
|              |              |                        |               |               |
| 11 dic.      | 2-4          | Fermana-Novara         | 1-2           | 23 apr.       |
| 11 dic.      | 1-0          | Genoa-Sambenedettese   | 1-2           | 23 apr.       |
| 11 dic.      | 0-0          | Giulianova-Lumezzane   | 1-2           | 23 apr.       |
| 11 dic.      | 1-0          | Padova-Teramo          | 2-2           | 23 apr.       |
| 11 dic.      | 1-1          | Pizzighettone-Monza    | 0-0           | 23 apr.       |
| 11 dic.      | 0-0          | Pro Patria-Salernitana | 0-3           | 23 apr.       |
| 10 dic.      | 1-1          | Pro Sesto-Spezia       | 0-1           | 23 apr.       |
| 12 dic.      | 0-0          | Ravenna-Cittadella     | 1-2           | 23 apr.       |
| 11 dic.      | 0-1          | San Marino-Pavia       | 0-4           | 23 apr.       |

| andata (16ª) | andata (16ª) | 16ª giornata              | ritorno (33ª) | ritorno (33ª) |
|              |              |                           |               |               |
| 18 dic.      | 1-1          | Cittadella-Genoa          | 3-1           | 1º mag.       |
| 18 dic.      | 2-1          | Lumezzane-Pro Sesto       | 1-3           | 1º mag.       |
| 18 dic.      | 1-1          | Monza-Fermana             | 1-0           | 1º mag.       |
| 18 dic.      | 0-1          | Novara-Ravenna            | 0-1           | 1º mag.       |
| 18 dic.      | 1-1          | Pavia-Pizzighettone       | 0-2           | 1º mag.       |
| 18 dic.      | 0-0          | Salernitana-San Marino    | 1-1           | 1º mag.       |
| 18 dic.      | 0-0          | Sambenedettese-Giulianova | 0-2           | 1º mag.       |
| 18 dic.      | 1-0          | Spezia-Padova             | 0-0           | 1º mag.       |
| 18 dic.      | 1-0          | Teramo-Pro Patria         | 1-1           | 1º mag.       |

| andata (15ª) | andata (15ª) | 15ª giornata           | ritorno (32ª) | ritorno (32ª) |
|              |              |                        |               |               |
| 11 dic.      | 2-4          | Fermana-Novara         | 1-2           | 23 apr.       |
| 11 dic.      | 1-0          | Genoa-Sambenedettese   | 1-2           | 23 apr.       |
| 11 dic.      | 0-0          | Giulianova-Lumezzane   | 1-2           | 23 apr.       |
| 11 dic.      | 1-0          | Padova-Teramo          | 2-2           | 23 apr.       |
| 11 dic.      | 1-1          | Pizzighettone-Monza    | 0-0           | 23 apr.       |
| 11 dic.      | 0-0          | Pro Patria-Salernitana | 0-3           | 23 apr.       |
| 10 dic.      | 1-1          | Pro Sesto-Spezia       | 0-1           | 23 apr.       |
| 12 dic.      | 0-0          | Ravenna-Cittadella     | 1-2           | 23 apr.       |
| 11 dic.      | 0-1          | San Marino-Pavia       | 0-4           | 23 apr.       |

| andata (16ª) | andata (16ª) | 16ª giornata              | ritorno (33ª) | ritorno (33ª) |
|              |              |                           |               |               |
| 18 dic.      | 1-1          | Cittadella-Genoa          | 3-1           | 1º mag.       |
| 18 dic.      | 2-1          | Lumezzane-Pro Sesto       | 1-3           | 1º mag.       |
| 18 dic.      | 1-1          | Monza-Fermana             | 1-0           | 1º mag.       |
| 18 dic.      | 0-1          | Novara-Ravenna            | 0-1           | 1º mag.       |
| 18 dic.      | 1-1          | Pavia-Pizzighettone       | 0-2           | 1º mag.       |
| 18 dic.      | 0-0          | Salernitana-San Marino    | 1-1           | 1º mag.       |
| 18 dic.      | 0-0          | Sambenedettese-Giulianova | 0-2           | 1º mag.       |
| 18 dic.      | 1-0          | Spezia-Padova             | 0-0           | 1º mag.       |
| 18 dic.      | 1-0          | Teramo-Pro Patria         | 1-1           | 1º mag.       |

| \| andata (17ª) \| andata (17ª) \| 17ª giornata \| ritorno (34ª) \| ritorno (34ª) \| \| \| \| \| \| \| \| 21 dic. \| 2-1 \| Fermana-Lumezzane \| 0-2 \| 7 mag. \| \| 21 dic. \| 0-0 \| Genoa-Teramo \| 1-1 \| 7 mag. \| \| 21 dic. \| 1-1 \| Giulianova-Monza \| 1-2 \| 7 mag. \| \| 21 dic. \| 1-0 \| Padova-Sambenedettese \| 1-2 \| 7 mag. \| \| 21 dic. \| 1-1 \| Pizzighettone-Cittadella \| 2-0 \| 7 mag. \| \| 21 dic. \| 1-1 \| Pro Patria-Pavia \| 1-3 \| 7 mag. \| \| 21 dic. \| 0-2 \| Pro Sesto-Salernitana \| 0-5 \| 7 mag. \| \| 21 dic. \| 2-0 \| Ravenna-Spezia \| 1-2 \| 7 mag. \| \| 21 dic. \| 0-1 \| San Marino-Novara \| 3-3 \| 7 mag. \| |              |                          |               |               |
| andata (17ª) | andata (17ª) | 17ª giornata             | ritorno (34ª) | ritorno (34ª) |
| |              |                          |               |               |
| 21 dic. | 2-1          | Fermana-Lumezzane        | 0-2           | 7 mag.        |
| 21 dic. | 0-0          | Genoa-Teramo             | 1-1           | 7 mag.        |
| 21 dic. | 1-1          | Giulianova-Monza         | 1-2           | 7 mag.        |
| 21 dic. | 1-0          | Padova-Sambenedettese    | 1-2           | 7 mag.        |
| 21 dic. | 1-1          | Pizzighettone-Cittadella | 2-0           | 7 mag.        |
| 21 dic. | 1-1          | Pro Patria-Pavia         | 1-3           | 7 mag.        |
| 21 dic. | 0-2          | Pro Sesto-Salernitana    | 0-5           | 7 mag.        |
| 21 dic. | 2-0          | Ravenna-Spezia           | 1-2           | 7 mag.        |
| 21 dic. | 0-1          | San Marino-Novara        | 3-3           | 7 mag.        |

| andata (17ª) | andata (17ª) | 17ª giornata             | ritorno (34ª) | ritorno (34ª) |
|              |              |                          |               |               |
| 21 dic.      | 2-1          | Fermana-Lumezzane        | 0-2           | 7 mag.        |
| 21 dic.      | 0-0          | Genoa-Teramo             | 1-1           | 7 mag.        |
| 21 dic.      | 1-1          | Giulianova-Monza         | 1-2           | 7 mag.        |
| 21 dic.      | 1-0          | Padova-Sambenedettese    | 1-2           | 7 mag.        |
| 21 dic.      | 1-1          | Pizzighettone-Cittadella | 2-0           | 7 mag.        |
| 21 dic.      | 1-1          | Pro Patria-Pavia         | 1-3           | 7 mag.        |
| 21 dic.      | 0-2          | Pro Sesto-Salernitana    | 0-5           | 7 mag.        |
| 21 dic.      | 2-0          | Ravenna-Spezia           | 1-2           | 7 mag.        |
| 21 dic.      | 0-1          | San Marino-Novara        | 3-3           | 7 mag.        |

### Spareggi

#### Play-off

##### Tabellone
|  | Semifinali | Semifinali  | Semifinali | Semifinali | Semifinali |  |  | Finale | Finale | Finale | Finale | Finale |  |
|  |            |             |            |            |            |  |  |        |        |        |        |        |  |
|  | 4          | Pavia       | 1          | 0          | 1          |  |  |        |        |        |        |        |  |
|  | 3          | Monza       | 1          | 2          | 3          |  |  | Monza  | Monza  | 0      | 1      | 1      |  |
|  | 5          | Salernitana | 2          | 1          | 3          |  |  | Genoa  | Genoa  | 2      | 0      | 2      |  |
|  | 2          | Genoa       | 1          | 2          | 3          |  |  |        |        |        |        |        |  |

##### Semifinali
|             | Risultati |             | Luogo e data            |
| ----------- | --------- | ----------- | ----------------------- |
| Pavia       | 1-1       | Monza       | Pavia, 28 maggio 2006   |
| Monza       | 2-0       | Pavia       | Monza, 4 giugno 2006    |
|             |           |             |                         |
| Salernitana | 2-1       | Genoa       | Salerno, 28 maggio 2006 |
| Genoa       | 2-1       | Salernitana | Genova, 4 giugno 2006   |
|             |           |             |                         |

##### Finali
|       | Risultati |       | Luogo e data           |
| ----- | --------- | ----- | ---------------------- |
| Monza | 0-2       | Genoa | Monza, 11 giugno 2006  |
| Genoa | 0-1       | Monza | Genova, 18 giugno 2006 |
|       |           |       |                        |

#### Play-out
|                | Risultati |                | Luogo e data                             |
| -------------- | --------- | -------------- | ---------------------------------------- |
| San Marino     | 1-0       | Pro Sesto      | Serravalle, 21 maggio 2006               |
| Pro Sesto      | 0-0       | San Marino     | Sesto San Giovanni, 28 maggio 2006       |
|                |           |                |                                          |
| Lumezzane      | 3-1       | Sambenedettese | Lumezzane, 21 maggio 2006                |
| Sambenedettese | 4-0       | Lumezzane      | San Benedetto del Tronto, 28 maggio 2006 |
|                |           |                |                                          |

### Statistiche

#### Squadre

##### Primati stagionali
- Maggior numero di vittorie: Spezia (17)
- Minor numero di sconfitte: Genoa (4)
- Migliore attacco: Genoa (45 gol fatti)
- Miglior difesa: Spezia (22 gol subiti)
- Miglior differenza reti: Genoa e Spezia (+20)
- Maggior numero di pareggi: Pizzighettone (16)
- Minor numero di pareggi: Pro Sesto (5)
- Maggior numero di sconfitte: Fermana (25)
- Minor numero di vittorie: Fermana (2)
- Peggiore attacco: Fermana (18 gol fatti)
- Peggior difesa: Fermana (58 gol subiti)
- Peggior differenza reti: Fermana (-40)

## Girone B
Un Napoli inarrestabile conquista, dopo 2 anni di C1, la Serie B: Gli azzurri di Edy Reja vincono il girone con 68 punti conquistando la promozione con tre giornate d'anticipo battendo al San Paolo il Perugia 2-0 con reti di Calaiò (capocannoniere del girone) e Capparella. Ai play-off prima e storica promozione in seconda serie per il Frosinone: i ciociari di Ivo Iaconi eliminano in semifinale la Sangiovannese (doppio 0-0 garantendo la finale ai gialloblu meglio classificati), incrociando il Grosseto in una curiosa finale che vide sfidarsi due squadre che non hanno mai partecipato al campionato cadetto; ebbero la meglio i laziali vincendo al Matusa l'11 giugno 2006 per 1-0 con gol di Marco Martini facendo esultare una città intera.
Retrocessero in C2 il fanalino di coda Chieti, e ai play-out Massese (contro il Pisa, nonostante la vittoria all'andata), e Acireale (contro la Juve Stabia). A causa di irregolarità finanziarie teatini e acesi ripartono dai rispettivi campionati di Promozione mentre i toscani vennero ripescati e a prendere il suo posto in C2 furono il Gela J.T. e la Torres che aderirono al Lodo Petrucci.

### Squadre partecipanti
| Club          | Stagione | Città                        | Stadio                         | Stagione precedente                                                  |
| ------------- | -------- | ---------------------------- | ------------------------------ | -------------------------------------------------------------------- |
| Acireale      | dettagli | Acireale (CT)                | Stadio Tupparello              | 14º posto in Serie C1/A                                              |
| Chieti        | dettagli | Chieti                       | Stadio Guido Angelini          | 17º posto in Serie C1/B, ripescato                                   |
| Foggia        | dettagli | Foggia                       | Stadio Pino Zaccheria          | 10º posto in Serie C1/B                                              |
| Frosinone     | dettagli | Frosinone                    | Stadio Matusa                  | 5º posto in Serie C1/A                                               |
| Gela J.T.     | dettagli | Gela (CL)                    | Stadio Vincenzo Presti         | 3º posto in Serie C2/C, promossa dopo i play-off                     |
| Grosseto      | dettagli | Grosseto                     | Stadio Carlo Zecchini          | 4º posto in Serie C1/A                                               |
| Juve Stabia   | dettagli | Castellammare di Stabia (NA) | Stadio Romeo Menti             | 2º posto in Serie C2/C, ripescata                                    |
| Lanciano      | dettagli | Lanciano (CH)                | Stadio Guido Biondi            | 7º posto in Serie C1/B                                               |
| Lucchese      | dettagli | Lucca                        | Stadio Porta Elisa             | 11º posto in Serie C1/A                                              |
| Manfredonia   | dettagli | Manfredonia (FG)             | Stadio Miramare                | 1º posto in Serie C2/C, promosso                                     |
| Martina       | dettagli | Martina Franca (TA)          | Stadio Giuseppe Domenico Tursi | 11º posto in Serie C1/B                                              |
| Massese       | dettagli | Massa                        | Stadio degli Oliveti           | 1º posto in Serie C2/B, promossa                                     |
| Napoli        | dettagli | Napoli                       | Stadio San Paolo               | 3º posto in Serie C1/B                                               |
| Perugia       | dettagli | Perugia                      | Stadio Renato Curi             | 3º posto in Serie B, fallita e ammessa in C1 grazie al Lodo Petrucci |
| Pisa          | dettagli | Pisa                         | Stadio Arena Garibaldi         | 9º posto in Serie C1/A                                               |
| Pistoiese     | dettagli | Pistoia                      | Stadio Comunale                | 6º posto in Serie C1/A                                               |
| Sangiovannese | dettagli | San Giovanni Valdarno (AR)   | Stadio Virgilio Fedini         | 8º posto in Serie C1/A                                               |
| Torres        | dettagli | Sassari                      | Stadio Vanni Sanna             | 13º posto in Serie C1/A                                              |

### Allenatori
| Squadra     | Allenatore |               | Squadra | Allenatore                                                                       |
| ----------- | --- | ------------- | --- | -------------------------------------------------------------------------------- |
| Acireale    | Guido Ugolotti |               | Manfredonia | Leonardo Bitetto (1ª-13ª) Lorenzo Mancano (14ª) Salvo Fulvio D'Adderio (15ª-34ª) |
| Chieti      | Gabriele Morganti | Martina       | Sauro Trillini (1ª-17ª) Giovanni Simonelli (18ª-34ª) |                                                                                  |
| Foggia      | Massimo Morgia (1ª-6ª) Giorgio Rumignani (7ª-11ª) Silvano Fiorucci (12ª-34ª)                                                    | Massese       | Francesco D'Arrigo (1ª-27ª) Angelo Alessio (28ª-34ª e play-out) |                                                                                  |
| Frosinone   | Ivo Iaconi | Napoli        | Edoardo Reja |                                                                                  |
| Gela J.T.   | Gianluigi Di Mauro (1ª) Andrea Pensabene (2ª-27ª) Pasquale Casale (28ª-34ª)                                                     | Perugia       | Vincenzo Patania (1ª-24ª) Paolo Stringara (25ª-34ª) |                                                                                  |
| Grosseto    | Massimiliano Allegri (1ª-9ª) Corrado Benedetti (10ª-26ª) Gianluca Gallorini (27ª-31ª) Massimiliano Allegri (32ª-34ª e play-off) | Pisa          | Manuele Domenicali (1ª-6ª) Antonio Toma e Ferruccio Mariani (7ª-23ª) Stefano Garuti e Ferruccio Mariani (24ª-30ª) Manuele Domenicali (31ª-33ª) Antonio Toma e Francesco Mileti (34ª e play-out) |                                                                                  |
| Juve Stabia | Salvatore Vullo (1ª-8ª) Giuseppe Raffaele (9ª-11ª) Salvatore Di Somma (12ª-34ª e play-out)                                      | Pistoiese     | Bruno Tedino (1ª-7ª) Stefano Di Chiara (7ª-23ª) Bruno Tedino (24ª-34ª) |                                                                                  |
| Lanciano    | Francesco Monaco | Sangiovannese | Piero Braglia |                                                                                  |
| Lucchese    | Paolo Indiani (1ª-7ª) Luigi Simoni (8ª-34ª)                                                                                     | Torres        | Antonello Cuccureddu |                                                                                  |

### Classifica finale
|  | Pos. | Squadra       | Pt | G  | V  | N  | P  | GF | GS | DR  |
|  | ---- | ------------- | -- | -- | -- | -- | -- | -- | -- | --- |
|  | 1.   | Napoli        | 68 | 34 | 19 | 11 | 4  | 48 | 20 | +28 |
|  | 2.   | Frosinone     | 55 | 34 | 15 | 10 | 9  | 43 | 37 | +6  |
|  | 3.   | Torres        | 53 | 34 | 12 | 17 | 5  | 44 | 32 | +12 |
|  | 4.   | Grosseto      | 51 | 34 | 12 | 15 | 7  | 43 | 32 | +11 |
|  | 5.   | Sangiovannese | 51 | 34 | 12 | 15 | 7  | 37 | 34 | +3  |
|  | 6.   | Perugia       | 50 | 34 | 14 | 8  | 12 | 35 | 37 | -2  |
|  | 7.   | Lucchese      | 49 | 34 | 13 | 10 | 11 | 33 | 27 | +6  |
|  | 8.   | Martina       | 47 | 34 | 13 | 8  | 13 | 41 | 39 | +2  |
|  | 9.   | Gela J.T.     | 43 | 34 | 9  | 16 | 9  | 31 | 35 | -4  |
|  | 10.  | Manfredonia   | 42 | 34 | 10 | 12 | 12 | 36 | 38 | -2  |
|  | 11.  | Pistoiese     | 42 | 34 | 8  | 18 | 8  | 28 | 24 | +4  |
|  | 12.  | Lanciano      | 41 | 34 | 10 | 11 | 13 | 36 | 35 | +1  |
|  | 13.  | Foggia        | 40 | 34 | 8  | 16 | 10 | 32 | 32 | 0   |
|  | 14.  | Acireale      | 39 | 34 | 8  | 15 | 11 | 29 | 34 | -5  |
|  | 15.  | Pisa          | 39 | 34 | 11 | 6  | 17 | 31 | 43 | -12 |
|  | 16.  | Massese       | 38 | 34 | 9  | 11 | 14 | 21 | 36 | -15 |
|  | 17.  | Juve Stabia   | 33 | 34 | 7  | 12 | 15 | 25 | 36 | -11 |
|  | 18.  | Chieti        | 28 | 34 | 7  | 7  | 20 | 24 | 46 | -22 |

Legenda:
      Promosso in Serie B 2006-2007.
  Partecipa ai play-off o ai play-out.
      Retrocesso in Serie C2 2006-2007.
Regolamento:
Tre punti a vittoria, uno a pareggio, zero a sconfitta.
In caso di arrivo di due o più squadre a pari punti, la graduatoria verrà stilata secondo la classifica avulsa tra le squadre interessate che prevede, in ordine, i seguenti criteri:
- Punti negli scontri diretti.
- Differenza reti negli scontri diretti.
- Differenza reti generale.
- Reti realizzate in generale.
- Sorteggio.

Note:
La Massese è stata poi ripescata in Serie C1 2006-2007.

### Risultati

#### Tabellone
|               | Aci  | Chi  | Fog  | Fro  | Gel  | Gro  | Juv  | Lan  | Luc  | Man  | Mar  | Mas  | Nap  | Per  | Pis  | Pst  | San  | Tor  |
| ------------- | ---- | ---- | ---- | ---- | ---- | ---- | ---- | ---- | ---- | ---- | ---- | ---- | ---- | ---- | ---- | ---- | ---- | ---- |
| Acireale      | –––– | 1-0  | 0-0  | 2-2  | 0-0  | 1-0  | 0-0  | 0-0  | 0-0  | 2-3  | 1-1  | 3-1  | 0-2  | 2-3  | 0-0  | 0-0  | 1-1  | 1-1  |
| Chieti        | 1-0  | –––– | 0-1  | 3-0  | 2-2  | 0-1  | 1-0  | 1-2  | 1-1  | 1-2  | 0-2  | 1-1  | 1-2  | 1-2  | 1-0  | 1-0  | 0-1  | 1-1  |
| Foggia        | 1-1  | 3-0  | –––– | 1-1  | 1-1  | 1-1  | 1-0  | 3-2  | 1-0  | 0-0  | 1-1  | 3-0  | 1-1  | 2-0  | 2-0  | 1-3  | 0-2  | 1-1  |
| Frosinone     | 0-1  | 1-0  | 1-1  | –––– | 0-0  | 1-0  | 3-2  | 1-0  | 1-0  | 1-0  | 1-0  | 1-1  | 1-3  | 4-1  | 4-0  | 3-3  | 0-1  | 3-1  |
| Gela J.T.     | 0-0  | 0-1  | 1-0  | 1-0  | –––– | 2-1  | 0-0  | 1-0  | 0-0  | 0-0  | 0-1  | 1-0  | 0-0  | 1-0  | 1-0  | 0-2  | 1-1  | 1-1  |
| Grosseto      | 3-1  | 1-1  | 0-0  | 1-1  | 2-1  | –––– | 3-0  | 0-0  | 1-0  | 0-0  | 4-1  | 1-0  | 2-2  | 1-0  | 0-1  | 1-1  | 0-0  | 2-1  |
| Juve Stabia   | 0-1  | 1-2  | 1-0  | 2-0  | 1-2  | 2-2  | –––– | 0-3  | 1-0  | 0-2  | 1-0  | 1-1  | 3-1  | 2-0  | 1-0  | 0-0  | 1-1  | 1-2  |
| Lanciano      | 1-1  | 2-0  | 1-1  | 0-2  | 1-1  | 2-3  | 2-0  | –––– | 0-1  | 0-0  | 1-0  | 4-0  | 0-0  | 1-1  | 1-0  | 0-0  | 2-4  | 1-1  |
| Lucchese      | 2-1  | 1-1  | 1-0  | 3-0  | 2-1  | 3-2  | 2-1  | 1-0  | –––– | 2-1  | 2-1  | 4-0  | 0-1  | 1-0  | 1-2  | 0-0  | 0-0  | 2-1  |
| Manfredonia   | 3-1  | 1-0  | 2-0  | 2-3  | 2-2  | 2-2  | 1-1  | 1-3  | 0-0  | –––– | 2-1  | 0-0  | 0-1  | 2-0  | 1-3  | 1-0  | 2-0  | 2-3  |
| Martina       | 2-1  | 3-2  | 3-1  | 3-1  | 2-3  | 2-2  | 0-0  | 2-0  | 3-1  | 2-1  | –––– | 0-1  | 1-1  | 2-0  | 1-0  | 1-1  | 0-0  | 1-0  |
| Massese       | 0-1  | 1-0  | 1-0  | 0-1  | 1-1  | 1-0  | 0-0  | 0-0  | 2-1  | 0-0  | 2-0  | –––– | 1-0  | 1-2  | 3-1  | 1-0  | 0-0  | 1-1  |
| Napoli        | 1-0  | 2-0  | 2-2  | 1-1  | 2-0  | 1-1  | 1-0  | 3-0  | 1-0  | 3-0  | 1-0  | 1-0  | –––– | 2-0  | 2-0  | 2-0  | 4-1  | 0-0  |
| Perugia       | 2-1  | 3-0  | 2-1  | 1-2  | 2-2  | 1-1  | 1-0  | 1-0  | 2-1  | 2-1  | 3-1  | 0-0  | 1-0  | –––– | 1-0  | 1-1  | 2-1  | 0-0  |
| Pisa          | 1-2  | 3-1  | 1-0  | 2-2  | 3-1  | 1-0  | 1-0  | 1-4  | 1-1  | 2-0  | 1-2  | 3-1  | 0-3  | 1-1  | –––– | 0-0  | 1-0  | 1-1  |
| Pistoiese     | 0-1  | 0-0  | 0-0  | 0-1  | 0-0  | 0-1  | 1-1  | 1-3  | 1-0  | 1-1  | 1-0  | 3-0  | 1-1  | 1-0  | 1-0  | –––– | 1-1  | 0-0  |
| Sangiovannese | 2-1  | 1-0  | 1-1  | 1-0  | 5-3  | 1-3  | 1-1  | 2-0  | 0-0  | 1-0  | 1-1  | 1-0  | 1-1  | 0-0  | 2-0  | 1-1  | –––– | 2-4  |
| Torres        | 1-1  | 4-0  | 1-1  | 0-0  | 2-1  | 1-1  | 1-1  | 2-0  | 0-0  | 1-1  | 2-1  | 1-0  | 2-0  | 1-0  | 2-1  | 1-4  | 3-0  | –––– |

#### Calendario
| andata (1ª) | andata (1ª) | 1ª giornata              | ritorno (18ª) | ritorno (18ª) |
|             |             |                          |               |               |
| 28 ago.     | 0-2         | Acireale-Napoli          | 0-1           | 8 gen.        |
| 14 set.     | 1-2         | Chieti-Perugia           | 0-3           | 8 gen.        |
| 28 ago.     | 1-0         | Frosinone-Lanciano       | 2-0           | 9 gen.        |
| 28 ago.     | 1-0         | Juve Stabia-Foggia       | 0-1           | 8 gen.        |
| 28 ago.     | 2-1         | Lucchese-Manfredonia     | 0-0           | 8 gen.        |
| 28 ago.     | 2-0         | Massese-Martina          | 1-0           | 8 gen.        |
| 28 ago.     | 0-1         | Pistoiese-Grosseto       | 1-1           | 8 gen.        |
| 28 ago.     | 2-0         | Sangiovannese-Pisa       | 0-1           | 8 gen.        |
| 28 ago.     | 2-1         | Sassari Torres-Gela J.T. | 1-1           | 8 gen.        |

| andata (2ª) | andata (2ª) | 2ª giornata            | ritorno (19ª) | ritorno (19ª) |
|             |             |                        |               |               |
| 4 set.      | 0-2         | Foggia-Sangiovannese   | 1-1           | 15 gen.       |
| 4 set.      | 0-0         | Gela J.T.-Lucchese     | 1-2           | 13 gen.       |
| 4 set.      | 1-1         | Grosseto-Chieti        | 1-0           | 15 gen.       |
| 4 set.      | 0-0         | Lanciano-Pistoiese     | 3-1           | 15 gen.       |
| 4 set.      | 3-1         | Manfredonia-Acireale   | 3-2           | 15 gen.       |
| 4 set.      | 0-0         | Martina-Juve Stabia    | 0-1           | 15 gen.       |
| 4 set.      | 1-0         | Napoli-Massese         | 0-1           | 15 gen.       |
| 5 ott.      | 0-0         | Perugia-Sassari Torres | 0-1           | 15 gen.       |
| 4 set.      | 2-2         | Pisa-Frosinone         | 0-4           | 15 gen.       |

| andata (1ª) | andata (1ª) | 1ª giornata              | ritorno (18ª) | ritorno (18ª) |
|             |             |                          |               |               |
| 28 ago.     | 0-2         | Acireale-Napoli          | 0-1           | 8 gen.        |
| 14 set.     | 1-2         | Chieti-Perugia           | 0-3           | 8 gen.        |
| 28 ago.     | 1-0         | Frosinone-Lanciano       | 2-0           | 9 gen.        |
| 28 ago.     | 1-0         | Juve Stabia-Foggia       | 0-1           | 8 gen.        |
| 28 ago.     | 2-1         | Lucchese-Manfredonia     | 0-0           | 8 gen.        |
| 28 ago.     | 2-0         | Massese-Martina          | 1-0           | 8 gen.        |
| 28 ago.     | 0-1         | Pistoiese-Grosseto       | 1-1           | 8 gen.        |
| 28 ago.     | 2-0         | Sangiovannese-Pisa       | 0-1           | 8 gen.        |
| 28 ago.     | 2-1         | Sassari Torres-Gela J.T. | 1-1           | 8 gen.        |

| andata (2ª) | andata (2ª) | 2ª giornata            | ritorno (19ª) | ritorno (19ª) |
|             |             |                        |               |               |
| 4 set.      | 0-2         | Foggia-Sangiovannese   | 1-1           | 15 gen.       |
| 4 set.      | 0-0         | Gela J.T.-Lucchese     | 1-2           | 13 gen.       |
| 4 set.      | 1-1         | Grosseto-Chieti        | 1-0           | 15 gen.       |
| 4 set.      | 0-0         | Lanciano-Pistoiese     | 3-1           | 15 gen.       |
| 4 set.      | 3-1         | Manfredonia-Acireale   | 3-2           | 15 gen.       |
| 4 set.      | 0-0         | Martina-Juve Stabia    | 0-1           | 15 gen.       |
| 4 set.      | 1-0         | Napoli-Massese         | 0-1           | 15 gen.       |
| 5 ott.      | 0-0         | Perugia-Sassari Torres | 0-1           | 15 gen.       |
| 4 set.      | 2-2         | Pisa-Frosinone         | 0-4           | 15 gen.       |

| andata (3ª) | andata (3ª) | 3ª giornata                | ritorno (20ª) | ritorno (20ª) |
|             |             |                            |               |               |
| 11 set.     | 1-0         | Chieti-Acireale            | 0-1           | 22 gen.       |
| 11 set.     | 1-0         | Frosinone-Grosseto         | 1-1           | 22 gen.       |
| 11 set.     | 2-0         | Juve Stabia-Perugia        | 0-1           | 22 gen.       |
| 11 set.     | 0-1         | Lucchese-Napoli            | 0-1           | 22 gen.       |
| 11 set.     | 3-1         | Martina-Foggia             | 1-1           | 23 gen.       |
| 11 set.     | 3-1         | Massese-Pisa               | 1-3           | 22 gen.       |
| 11 set.     | 0-0         | Pistoiese-Gela J.T.        | 2-0           | 22 gen.       |
| 11 set.     | 2-0         | Sangiovannese-Lanciano     | 4-2           | 22 gen.       |
| 11 set.     | 1-1         | Sassari Torres-Manfredonia | 3-2           | 22 gen.       |

| andata (4ª) | andata (4ª) | 4ª giornata            | ritorno (21ª) | ritorno (21ª) |
|             |             |                        |               |               |
| 18 set.     | 1-1         | Acireale-Sangiovannese | 1-2           | 29 gen.       |
| 18 set.     | 1-1         | Foggia-Frosinone       | 1-1           | 29 gen.       |
| 18 set.     | 1-0         | Gela J.T.-Massese      | 1-1           | 29 gen.       |
| 18 set.     | 1-0         | Grosseto-Lucchese      | 2-3           | 29 gen.       |
| 18 set.     | 2-0         | Lanciano-Chieti        | 2-1           | 30 gen.       |
| 18 set.     | 1-0         | Manfredonia-Pistoiese  | 1-1           | 29 gen.       |
| 19 set.     | 0-0         | Napoli-Sassari Torres  | 0-2           | 29 gen.       |
| 18 set.     | 3-1         | Perugia-Martina        | 0-2           | 29 gen.       |
| 18 set.     | 1-0         | Pisa-Juve Stabia       | 0-1           | 29 gen.       |

| andata (3ª) | andata (3ª) | 3ª giornata                | ritorno (20ª) | ritorno (20ª) |
|             |             |                            |               |               |
| 11 set.     | 1-0         | Chieti-Acireale            | 0-1           | 22 gen.       |
| 11 set.     | 1-0         | Frosinone-Grosseto         | 1-1           | 22 gen.       |
| 11 set.     | 2-0         | Juve Stabia-Perugia        | 0-1           | 22 gen.       |
| 11 set.     | 0-1         | Lucchese-Napoli            | 0-1           | 22 gen.       |
| 11 set.     | 3-1         | Martina-Foggia             | 1-1           | 23 gen.       |
| 11 set.     | 3-1         | Massese-Pisa               | 1-3           | 22 gen.       |
| 11 set.     | 0-0         | Pistoiese-Gela J.T.        | 2-0           | 22 gen.       |
| 11 set.     | 2-0         | Sangiovannese-Lanciano     | 4-2           | 22 gen.       |
| 11 set.     | 1-1         | Sassari Torres-Manfredonia | 3-2           | 22 gen.       |

| andata (4ª) | andata (4ª) | 4ª giornata            | ritorno (21ª) | ritorno (21ª) |
|             |             |                        |               |               |
| 18 set.     | 1-1         | Acireale-Sangiovannese | 1-2           | 29 gen.       |
| 18 set.     | 1-1         | Foggia-Frosinone       | 1-1           | 29 gen.       |
| 18 set.     | 1-0         | Gela J.T.-Massese      | 1-1           | 29 gen.       |
| 18 set.     | 1-0         | Grosseto-Lucchese      | 2-3           | 29 gen.       |
| 18 set.     | 2-0         | Lanciano-Chieti        | 2-1           | 30 gen.       |
| 18 set.     | 1-0         | Manfredonia-Pistoiese  | 1-1           | 29 gen.       |
| 19 set.     | 0-0         | Napoli-Sassari Torres  | 0-2           | 29 gen.       |
| 18 set.     | 3-1         | Perugia-Martina        | 0-2           | 29 gen.       |
| 18 set.     | 1-0         | Pisa-Juve Stabia       | 0-1           | 29 gen.       |

| andata (5ª) | andata (5ª) | 5ª giornata             | ritorno (22ª) | ritorno (22ª) |
|             |             |                         |               |               |
| 25 set.     | 2-0         | Foggia-Pisa             | 0-1           | 5 feb.        |
| 25 set.     | 1-0         | Frosinone-Manfredonia   | 3-2           | 5 feb.        |
| 25 set.     | 0-1         | Juve Stabia-Acireale    | 0-0           | 5 feb.        |
| 25 set.     | 1-1         | Lanciano-Perugia        | 0-1           | 5 feb.        |
| 25 set.     | 2-1         | Lucchese-Sassari Torres | 0-0           | 5 feb.        |
| 25 set.     | 2-2         | Martina-Grosseto        | 1-4           | 5 feb.        |
| 25 set.     | 1-0         | Massese-Chieti          | 1-1           | 5 feb.        |
| 25 set.     | 1-1         | Pistoiese-Napoli        | 0-2           | 5 feb.        |
| 25 set.     | 5-3         | Sangiovannese-Gela J.T. | 1-1           | 5 feb.        |

| andata (6ª) | andata (6ª) | 6ª giornata             | ritorno (23ª) | ritorno (23ª) |
|             |             |                         |               |               |
| 2 ott.      | 0-0         | Acireale-Lucchese       | 1-2           | 19 feb.       |
| 2 ott.      | 1-0         | Chieti-Pistoiese        | 0-0           | 19 feb.       |
| 2 ott.      | 0-0         | Grosseto-Lanciano       | 3-2           | 19 feb.       |
| 2 ott.      | 2-2         | Manfredonia-Gela J.T.   | 0-0           | 19 feb.       |
| 2 ott.      | 1-0         | Napoli-Juve Stabia      | 1-3           | 19 feb.       |
| 2 ott.      | 2-1         | Perugia-Foggia          | 0-2           | 19 feb.       |
| 2 ott.      | 1-2         | Pisa-Martina            | 0-1           | 19 feb.       |
| 2 ott.      | 1-0         | Sangiovannese-Frosinone | 1-0           | 17 feb.       |
| 2 ott.      | 1-0         | Sassari Torres-Massese  | 1-1           | 19 feb.       |

| andata (5ª) | andata (5ª) | 5ª giornata             | ritorno (22ª) | ritorno (22ª) |
|             |             |                         |               |               |
| 25 set.     | 2-0         | Foggia-Pisa             | 0-1           | 5 feb.        |
| 25 set.     | 1-0         | Frosinone-Manfredonia   | 3-2           | 5 feb.        |
| 25 set.     | 0-1         | Juve Stabia-Acireale    | 0-0           | 5 feb.        |
| 25 set.     | 1-1         | Lanciano-Perugia        | 0-1           | 5 feb.        |
| 25 set.     | 2-1         | Lucchese-Sassari Torres | 0-0           | 5 feb.        |
| 25 set.     | 2-2         | Martina-Grosseto        | 1-4           | 5 feb.        |
| 25 set.     | 1-0         | Massese-Chieti          | 1-1           | 5 feb.        |
| 25 set.     | 1-1         | Pistoiese-Napoli        | 0-2           | 5 feb.        |
| 25 set.     | 5-3         | Sangiovannese-Gela J.T. | 1-1           | 5 feb.        |

| andata (6ª) | andata (6ª) | 6ª giornata             | ritorno (23ª) | ritorno (23ª) |
|             |             |                         |               |               |
| 2 ott.      | 0-0         | Acireale-Lucchese       | 1-2           | 19 feb.       |
| 2 ott.      | 1-0         | Chieti-Pistoiese        | 0-0           | 19 feb.       |
| 2 ott.      | 0-0         | Grosseto-Lanciano       | 3-2           | 19 feb.       |
| 2 ott.      | 2-2         | Manfredonia-Gela J.T.   | 0-0           | 19 feb.       |
| 2 ott.      | 1-0         | Napoli-Juve Stabia      | 1-3           | 19 feb.       |
| 2 ott.      | 2-1         | Perugia-Foggia          | 0-2           | 19 feb.       |
| 2 ott.      | 1-2         | Pisa-Martina            | 0-1           | 19 feb.       |
| 2 ott.      | 1-0         | Sangiovannese-Frosinone | 1-0           | 17 feb.       |
| 2 ott.      | 1-0         | Sassari Torres-Massese  | 1-1           | 19 feb.       |

| andata (7ª) | andata (7ª) | 7ª giornata               | ritorno (24ª) | ritorno (24ª) |
|             |             |                           |               |               |
| 9 ott.      | 1-1         | Foggia-Grosseto           | 0-0           | 26 feb.       |
| 9 ott.      | 0-0         | Gela J.T.-Napoli          | 0-2           | 26 feb.       |
| 9 ott.      | 1-1         | Juve Stabia-Sangiovannese | 1-1           | 26 feb.       |
| 9 ott.      | 1-1         | Lanciano-Sassari Torres   | 0-2           | 26 feb.       |
| 9 ott.      | 1-2         | Lucchese-Pisa             | 1-1           | 26 feb.       |
| 9 ott.      | 1-0         | Manfredonia-Chieti        | 2-1           | 26 feb.       |
| 9 ott.      | 3-1         | Martina-Frosinone         | 0-1           | 26 feb.       |
| 9 ott.      | 1-2         | Massese-Perugia           | 0-0           | 24 feb.       |
| 10 ott.     | 0-1         | Pistoiese-Acireale        | 0-0           | 26 feb.       |

| andata (8ª) | andata (8ª) | 8ª giornata             | ritorno (25ª) | ritorno (25ª) |
|             |             |                         |               |               |
| 16 ott.     | 0-0         | Acireale-Gela J.T.      | 0-0           | 5 mar.        |
| 16 ott.     | 1-1         | Chieti-Lucchese         | 1-1           | 5 mar.        |
| 16 ott.     | 3-2         | Frosinone-Juve Stabia   | 0-2           | 5 mar.        |
| 16 ott.     | 0-0         | Massese-Lanciano        | 0-4           | 5 mar.        |
| 16 ott.     | 3-0         | Napoli-Manfredonia      | 1-0           | 5 mar.        |
| 16 ott.     | 1-1         | Pisa-Perugia            | 0-1           | 5 mar.        |
| 16 ott.     | 0-0         | Pistoiese-Foggia        | 3-1           | 5 mar.        |
| 17 ott.     | 1-1         | Sangiovannese-Martina   | 0-0           | 5 mar.        |
| 16 ott.     | 1-1         | Sassari Torres-Grosseto | 1-2           | 5 mar.        |

| andata (7ª) | andata (7ª) | 7ª giornata               | ritorno (24ª) | ritorno (24ª) |
|             |             |                           |               |               |
| 9 ott.      | 1-1         | Foggia-Grosseto           | 0-0           | 26 feb.       |
| 9 ott.      | 0-0         | Gela J.T.-Napoli          | 0-2           | 26 feb.       |
| 9 ott.      | 1-1         | Juve Stabia-Sangiovannese | 1-1           | 26 feb.       |
| 9 ott.      | 1-1         | Lanciano-Sassari Torres   | 0-2           | 26 feb.       |
| 9 ott.      | 1-2         | Lucchese-Pisa             | 1-1           | 26 feb.       |
| 9 ott.      | 1-0         | Manfredonia-Chieti        | 2-1           | 26 feb.       |
| 9 ott.      | 3-1         | Martina-Frosinone         | 0-1           | 26 feb.       |
| 9 ott.      | 1-2         | Massese-Perugia           | 0-0           | 24 feb.       |
| 10 ott.     | 0-1         | Pistoiese-Acireale        | 0-0           | 26 feb.       |

| andata (8ª) | andata (8ª) | 8ª giornata             | ritorno (25ª) | ritorno (25ª) |
|             |             |                         |               |               |
| 16 ott.     | 0-0         | Acireale-Gela J.T.      | 0-0           | 5 mar.        |
| 16 ott.     | 1-1         | Chieti-Lucchese         | 1-1           | 5 mar.        |
| 16 ott.     | 3-2         | Frosinone-Juve Stabia   | 0-2           | 5 mar.        |
| 16 ott.     | 0-0         | Massese-Lanciano        | 0-4           | 5 mar.        |
| 16 ott.     | 3-0         | Napoli-Manfredonia      | 1-0           | 5 mar.        |
| 16 ott.     | 1-1         | Pisa-Perugia            | 0-1           | 5 mar.        |
| 16 ott.     | 0-0         | Pistoiese-Foggia        | 3-1           | 5 mar.        |
| 17 ott.     | 1-1         | Sangiovannese-Martina   | 0-0           | 5 mar.        |
| 16 ott.     | 1-1         | Sassari Torres-Grosseto | 1-2           | 5 mar.        |

| andata (9ª) | andata (9ª) | 9ª giornata             | ritorno (26ª) | ritorno (26ª) |
|             |             |                         |               |               |
| 23 ott.     | 1-0         | Gela J.T.-Frosinone     | 0-0           | 12 mar.       |
| 17 ott.     | 0-1         | Grosseto-Pisa           | 0-1           | 12 mar.       |
| 23 ott.     | 1-2         | Juve Stabia-Chieti      | 0-1           | 12 mar.       |
| 23 ott.     | 1-1         | Lanciano-Foggia         | 2-3           | 12 mar.       |
| 23 ott.     | 0-0         | Lucchese-Pistoiese      | 0-1           | 13 mar.       |
| 23 ott.     | 0-0         | Manfredonia-Massese     | 0-0           | 12 mar.       |
| 23 ott.     | 1-1         | Martina-Napoli          | 0-1           | 12 mar.       |
| 23 ott.     | 2-1         | Perugia-Sangiovannese   | 0-0           | 12 mar.       |
| 23 ott.     | 1-1         | Sassari Torres-Acireale | 1-1           | 12 mar.       |

| andata (10ª) | andata (10ª) | 10ª giornata             | ritorno (27ª) | ritorno (27ª) |
|              |              |                          |               |               |
| 6 nov.       | 1-1          | Acireale-Martina         | 1-2           | 19 mar.       |
| 6 nov.       | 2-2          | Chieti-Gela J.T.         | 1-0           | 19 mar.       |
| 6 nov.       | 0-0          | Foggia-Manfredonia       | 0-2           | 19 mar.       |
| 7 nov.       | 4-1          | Frosinone-Perugia        | 2-1           | 19 mar.       |
| 6 nov.       | 0-3          | Juve Stabia-Lanciano     | 0-2           | 19 mar.       |
| 6 nov.       | 2-1          | Massese-Lucchese         | 0-4           | 19 mar.       |
| 6 nov.       | 0-3          | Pisa-Napoli              | 0-2           | 19 mar.       |
| 6 nov.       | 0-0          | Pistoiese-Sassari Torres | 4-1           | 19 mar.       |
| 6 nov.       | 1-3          | Sangiovannese-Grosseto   | 0-0           | 19 mar.       |

| andata (9ª) | andata (9ª) | 9ª giornata             | ritorno (26ª) | ritorno (26ª) |
|             |             |                         |               |               |
| 23 ott.     | 1-0         | Gela J.T.-Frosinone     | 0-0           | 12 mar.       |
| 17 ott.     | 0-1         | Grosseto-Pisa           | 0-1           | 12 mar.       |
| 23 ott.     | 1-2         | Juve Stabia-Chieti      | 0-1           | 12 mar.       |
| 23 ott.     | 1-1         | Lanciano-Foggia         | 2-3           | 12 mar.       |
| 23 ott.     | 0-0         | Lucchese-Pistoiese      | 0-1           | 13 mar.       |
| 23 ott.     | 0-0         | Manfredonia-Massese     | 0-0           | 12 mar.       |
| 23 ott.     | 1-1         | Martina-Napoli          | 0-1           | 12 mar.       |
| 23 ott.     | 2-1         | Perugia-Sangiovannese   | 0-0           | 12 mar.       |
| 23 ott.     | 1-1         | Sassari Torres-Acireale | 1-1           | 12 mar.       |

| andata (10ª) | andata (10ª) | 10ª giornata             | ritorno (27ª) | ritorno (27ª) |
|              |              |                          |               |               |
| 6 nov.       | 1-1          | Acireale-Martina         | 1-2           | 19 mar.       |
| 6 nov.       | 2-2          | Chieti-Gela J.T.         | 1-0           | 19 mar.       |
| 6 nov.       | 0-0          | Foggia-Manfredonia       | 0-2           | 19 mar.       |
| 7 nov.       | 4-1          | Frosinone-Perugia        | 2-1           | 19 mar.       |
| 6 nov.       | 0-3          | Juve Stabia-Lanciano     | 0-2           | 19 mar.       |
| 6 nov.       | 2-1          | Massese-Lucchese         | 0-4           | 19 mar.       |
| 6 nov.       | 0-3          | Pisa-Napoli              | 0-2           | 19 mar.       |
| 6 nov.       | 0-0          | Pistoiese-Sassari Torres | 4-1           | 19 mar.       |
| 6 nov.       | 1-3          | Sangiovannese-Grosseto   | 0-0           | 19 mar.       |

| andata (11ª) | andata (11ª) | 11ª giornata          | ritorno (28ª) | ritorno (28ª) |
|              |              |                       |               |               |
| 13 nov.      | 3-1          | Acireale-Massese      | 1-0           | 26 mar.       |
| 13 nov.      | 1-0          | Gela J.T.-Foggia      | 1-1           | 26 mar.       |
| 13 nov.      | 3-0          | Grosseto-Juve Stabia  | 2-2           | 27 mar.       |
| 13 nov.      | 1-0          | Lanciano-Martina      | 0-2           | 26 mar.       |
| 13 nov.      | 3-0          | Lucchese-Frosinone    | 0-1           | 26 mar.       |
| 13 nov.      | 1-3          | Manfredonia-Pisa      | 0-2           | 24 mar.       |
| 13 nov.      | 4-1          | Napoli-Sangiovannese  | 1-1           | 26 mar.       |
| 13 nov.      | 1-1          | Perugia-Pistoiese     | 0-1           | 26 mar.       |
| 13 nov.      | 4-0          | Sassari Torres-Chieti | 1-1           | 26 mar.       |

| andata (12ª) | andata (12ª) | 12ª giornata              | ritorno (29ª) | ritorno (29ª) |
|              |              |                           |               |               |
| 20 nov.      | 1-2          | Chieti-Napoli             | 0-2           | 2 apr.        |
| 20 nov.      | 1-1          | Foggia-Acireale           | 0-0           | 2 apr.        |
| 20 nov.      | 3-1          | Frosinone-Sassari Torres  | 0-0           | 3 apr.        |
| 20 nov.      | 1-0          | Juve Stabia-Lucchese      | 1-2           | 2 apr.        |
| 20 nov.      | 2-3          | Martina-Gela J.T.         | 1-0           | 2 apr.        |
| 20 nov.      | 1-0          | Massese-Pistoiese         | 0-3           | 2 apr.        |
| 20 nov.      | 1-1          | Perugia-Grosseto          | 0-1           | 2 apr.        |
| 21 nov.      | 1-4          | Pisa-Lanciano             | 0-1           | 2 apr.        |
| 20 nov.      | 1-0          | Sangiovannese-Manfredonia | 0-2           | 2 apr.        |

| andata (11ª) | andata (11ª) | 11ª giornata          | ritorno (28ª) | ritorno (28ª) |
|              |              |                       |               |               |
| 13 nov.      | 3-1          | Acireale-Massese      | 1-0           | 26 mar.       |
| 13 nov.      | 1-0          | Gela J.T.-Foggia      | 1-1           | 26 mar.       |
| 13 nov.      | 3-0          | Grosseto-Juve Stabia  | 2-2           | 27 mar.       |
| 13 nov.      | 1-0          | Lanciano-Martina      | 0-2           | 26 mar.       |
| 13 nov.      | 3-0          | Lucchese-Frosinone    | 0-1           | 26 mar.       |
| 13 nov.      | 1-3          | Manfredonia-Pisa      | 0-2           | 24 mar.       |
| 13 nov.      | 4-1          | Napoli-Sangiovannese  | 1-1           | 26 mar.       |
| 13 nov.      | 1-1          | Perugia-Pistoiese     | 0-1           | 26 mar.       |
| 13 nov.      | 4-0          | Sassari Torres-Chieti | 1-1           | 26 mar.       |

| andata (12ª) | andata (12ª) | 12ª giornata              | ritorno (29ª) | ritorno (29ª) |
|              |              |                           |               |               |
| 20 nov.      | 1-2          | Chieti-Napoli             | 0-2           | 2 apr.        |
| 20 nov.      | 1-1          | Foggia-Acireale           | 0-0           | 2 apr.        |
| 20 nov.      | 3-1          | Frosinone-Sassari Torres  | 0-0           | 3 apr.        |
| 20 nov.      | 1-0          | Juve Stabia-Lucchese      | 1-2           | 2 apr.        |
| 20 nov.      | 2-3          | Martina-Gela J.T.         | 1-0           | 2 apr.        |
| 20 nov.      | 1-0          | Massese-Pistoiese         | 0-3           | 2 apr.        |
| 20 nov.      | 1-1          | Perugia-Grosseto          | 0-1           | 2 apr.        |
| 21 nov.      | 1-4          | Pisa-Lanciano             | 0-1           | 2 apr.        |
| 20 nov.      | 1-0          | Sangiovannese-Manfredonia | 0-2           | 2 apr.        |

| andata (13ª) | andata (13ª) | 13ª giornata               | ritorno (30ª) | ritorno (30ª) |
|              |              |                            |               |               |
| 27 nov.      | 0-0          | Acireale-Pisa              | 2-1           | 9 apr.        |
| 27 nov.      | 0-1          | Chieti-Sangiovannese       | 0-1           | 9 apr.        |
| 27 nov.      | 1-0          | Gela J.T.-Perugia          | 2-2           | 9 apr.        |
| 27 nov.      | 1-0          | Grosseto-Massese           | 0-1           | 9 apr.        |
| 27 nov.      | 2-1          | Lucchese-Martina           | 1-3           | 9 apr.        |
| 27 nov.      | 1-3          | Manfredonia-Lanciano       | 0-0           | 9 apr.        |
| 27 nov.      | 2-2          | Napoli-Foggia              | 1-1           | 11 apr.       |
| 27 nov.      | 0-1          | Pistoiese-Frosinone        | 3-3           | 9 apr.        |
| 27 nov.      | 1-1          | Sassari Torres-Juve Stabia | 2-1           | 9 apr.        |

| andata (14ª) | andata (14ª) | 14ª giornata            | ritorno (31ª) | ritorno (31ª) |
|              |              |                         |               |               |
| 4 dic.       | 1-0          | Foggia-Lucchese         | 0-1           | 15 apr.       |
| 4 dic.       | 1-0          | Frosinone-Chieti        | 0-3           | 15 apr.       |
| 4 dic.       | 2-1          | Grosseto-Gela J.T.      | 1-2           | 15 apr.       |
| 4 dic.       | 0-2          | Juve Stabia-Manfredonia | 1-1           | 15 apr.       |
| 4 dic.       | 1-1          | Lanciano-Acireale       | 0-0           | 15 apr.       |
| 4 dic.       | 1-0          | Martina-Sassari Torres  | 1-2           | 15 apr.       |
| 2 dic.       | 1-0          | Perugia-Napoli          | 0-2           | 15 apr.       |
| 4 dic.       | 0-0          | Pisa-Pistoiese          | 0-1           | 15 apr.       |
| 4 dic.       | 1-0          | Sangiovannese-Massese   | 0-0           | 15 apr.       |

| andata (13ª) | andata (13ª) | 13ª giornata               | ritorno (30ª) | ritorno (30ª) |
|              |              |                            |               |               |
| 27 nov.      | 0-0          | Acireale-Pisa              | 2-1           | 9 apr.        |
| 27 nov.      | 0-1          | Chieti-Sangiovannese       | 0-1           | 9 apr.        |
| 27 nov.      | 1-0          | Gela J.T.-Perugia          | 2-2           | 9 apr.        |
| 27 nov.      | 1-0          | Grosseto-Massese           | 0-1           | 9 apr.        |
| 27 nov.      | 2-1          | Lucchese-Martina           | 1-3           | 9 apr.        |
| 27 nov.      | 1-3          | Manfredonia-Lanciano       | 0-0           | 9 apr.        |
| 27 nov.      | 2-2          | Napoli-Foggia              | 1-1           | 11 apr.       |
| 27 nov.      | 0-1          | Pistoiese-Frosinone        | 3-3           | 9 apr.        |
| 27 nov.      | 1-1          | Sassari Torres-Juve Stabia | 2-1           | 9 apr.        |

| andata (14ª) | andata (14ª) | 14ª giornata            | ritorno (31ª) | ritorno (31ª) |
|              |              |                         |               |               |
| 4 dic.       | 1-0          | Foggia-Lucchese         | 0-1           | 15 apr.       |
| 4 dic.       | 1-0          | Frosinone-Chieti        | 0-3           | 15 apr.       |
| 4 dic.       | 2-1          | Grosseto-Gela J.T.      | 1-2           | 15 apr.       |
| 4 dic.       | 0-2          | Juve Stabia-Manfredonia | 1-1           | 15 apr.       |
| 4 dic.       | 1-1          | Lanciano-Acireale       | 0-0           | 15 apr.       |
| 4 dic.       | 1-0          | Martina-Sassari Torres  | 1-2           | 15 apr.       |
| 2 dic.       | 1-0          | Perugia-Napoli          | 0-2           | 15 apr.       |
| 4 dic.       | 0-0          | Pisa-Pistoiese          | 0-1           | 15 apr.       |
| 4 dic.       | 1-0          | Sangiovannese-Massese   | 0-0           | 15 apr.       |

| andata (15ª) | andata (15ª) | 15ª giornata            | ritorno (32ª) | ritorno (32ª) |
|              |              |                         |               |               |
| 11 dic.      | 2-2          | Acireale-Frosinone      | 1-0           | 23 apr.       |
| 11 dic.      | 0-1          | Chieti-Foggia           | 0-3           | 23 apr.       |
| 11 dic.      | 1-0          | Gela J.T.-Lanciano      | 1-1           | 23 apr.       |
| 11 dic.      | 1-0          | Lucchese-Perugia        | 1-2           | 23 apr.       |
| 11 dic.      | 2-1          | Manfredonia-Martina     | 1-2           | 23 apr.       |
| 11 dic.      | 0-0          | Massese-Juve Stabia     | 1-1           | 23 apr.       |
| 5 gen.       | 1-1          | Napoli-Grosseto         | 2-2           | 23 apr.       |
| 11 dic.      | 1-1          | Pistoiese-Sangiovannese | 1-1           | 23 apr.       |
| 11 dic.      | 2-1          | Sassari Torres-Pisa     | 1-1           | 23 apr.       |

| andata (16ª) | andata (16ª) | 16ª giornata                 | ritorno (33ª) | ritorno (33ª) |
|              |              |                              |               |               |
| 18 dic.      | 3-0          | Foggia-Massese               | 0-1           | 30 apr.       |
| 18 dic.      | 1-3          | Frosinone-Napoli             | 1-1           | 30 apr.       |
| 18 dic.      | 0-0          | Grosseto-Manfredonia         | 2-2           | 30 apr.       |
| 18 dic.      | 0-0          | Juve Stabia-Pistoiese        | 1-1           | 30 apr.       |
| 18 gen.      | 0-1          | Lanciano-Lucchese            | 0-1           | 30 apr.       |
| 18 dic.      | 3-2          | Martina-Chieti               | 2-0           | 30 apr.       |
| 18 dic.      | 2-1          | Perugia-Acireale             | 3-2           | 30 apr.       |
| 18 dic.      | 3-1          | Pisa-Gela J.T.               | 0-1           | 30 apr.       |
| 18 dic.      | 2-4          | Sangiovannese-Sassari Torres | 0-3           | 30 apr.       |

| andata (15ª) | andata (15ª) | 15ª giornata            | ritorno (32ª) | ritorno (32ª) |
|              |              |                         |               |               |
| 11 dic.      | 2-2          | Acireale-Frosinone      | 1-0           | 23 apr.       |
| 11 dic.      | 0-1          | Chieti-Foggia           | 0-3           | 23 apr.       |
| 11 dic.      | 1-0          | Gela J.T.-Lanciano      | 1-1           | 23 apr.       |
| 11 dic.      | 1-0          | Lucchese-Perugia        | 1-2           | 23 apr.       |
| 11 dic.      | 2-1          | Manfredonia-Martina     | 1-2           | 23 apr.       |
| 11 dic.      | 0-0          | Massese-Juve Stabia     | 1-1           | 23 apr.       |
| 5 gen.       | 1-1          | Napoli-Grosseto         | 2-2           | 23 apr.       |
| 11 dic.      | 1-1          | Pistoiese-Sangiovannese | 1-1           | 23 apr.       |
| 11 dic.      | 2-1          | Sassari Torres-Pisa     | 1-1           | 23 apr.       |

| andata (16ª) | andata (16ª) | 16ª giornata                 | ritorno (33ª) | ritorno (33ª) |
|              |              |                              |               |               |
| 18 dic.      | 3-0          | Foggia-Massese               | 0-1           | 30 apr.       |
| 18 dic.      | 1-3          | Frosinone-Napoli             | 1-1           | 30 apr.       |
| 18 dic.      | 0-0          | Grosseto-Manfredonia         | 2-2           | 30 apr.       |
| 18 dic.      | 0-0          | Juve Stabia-Pistoiese        | 1-1           | 30 apr.       |
| 18 gen.      | 0-1          | Lanciano-Lucchese            | 0-1           | 30 apr.       |
| 18 dic.      | 3-2          | Martina-Chieti               | 2-0           | 30 apr.       |
| 18 dic.      | 2-1          | Perugia-Acireale             | 3-2           | 30 apr.       |
| 18 dic.      | 3-1          | Pisa-Gela J.T.               | 0-1           | 30 apr.       |
| 18 dic.      | 2-4          | Sangiovannese-Sassari Torres | 0-3           | 30 apr.       |

| \| andata (17ª) \| andata (17ª) \| 17ª giornata \| ritorno (34ª) \| ritorno (34ª) \| \| \| \| \| \| \| \| 21 dic. \| 1-0 \| Acireale-Grosseto \| 1-3 \| 7 mag. \| \| 21 dic. \| 1-0 \| Chieti-Pisa \| 1-3 \| 7 mag. \| \| 21 dic. \| 0-0 \| Gela J.T.-Juve Stabia \| 2-1 \| 7 mag. \| \| 21 dic. \| 0-0 \| Lucchese-Sangiovannese \| 0-0 \| 7 mag. \| \| 21 dic. \| 2-0 \| Manfredonia-Perugia \| 1-2 \| 7 mag. \| \| 21 dic. \| 0-1 \| Massese-Frosinone \| 1-1 \| 7 mag. \| \| 21 dic. \| 3-0 \| Napoli-Lanciano \| 0-0 \| 7 mag. \| \| 21 dic. \| 1-0 \| Pistoiese-Martina \| 1-1 \| 7 mag. \| \| 21 dic. \| 1-1 \| Sassari Torres-Foggia \| 1-1 \| 7 mag. \| |              |                        |               |               |
| andata (17ª) | andata (17ª) | 17ª giornata           | ritorno (34ª) | ritorno (34ª) |
| |              |                        |               |               |
| 21 dic. | 1-0          | Acireale-Grosseto      | 1-3           | 7 mag.        |
| 21 dic. | 1-0          | Chieti-Pisa            | 1-3           | 7 mag.        |
| 21 dic. | 0-0          | Gela J.T.-Juve Stabia  | 2-1           | 7 mag.        |
| 21 dic. | 0-0          | Lucchese-Sangiovannese | 0-0           | 7 mag.        |
| 21 dic. | 2-0          | Manfredonia-Perugia    | 1-2           | 7 mag.        |
| 21 dic. | 0-1          | Massese-Frosinone      | 1-1           | 7 mag.        |
| 21 dic. | 3-0          | Napoli-Lanciano        | 0-0           | 7 mag.        |
| 21 dic. | 1-0          | Pistoiese-Martina      | 1-1           | 7 mag.        |
| 21 dic. | 1-1          | Sassari Torres-Foggia  | 1-1           | 7 mag.        |

| andata (17ª) | andata (17ª) | 17ª giornata           | ritorno (34ª) | ritorno (34ª) |
|              |              |                        |               |               |
| 21 dic.      | 1-0          | Acireale-Grosseto      | 1-3           | 7 mag.        |
| 21 dic.      | 1-0          | Chieti-Pisa            | 1-3           | 7 mag.        |
| 21 dic.      | 0-0          | Gela J.T.-Juve Stabia  | 2-1           | 7 mag.        |
| 21 dic.      | 0-0          | Lucchese-Sangiovannese | 0-0           | 7 mag.        |
| 21 dic.      | 2-0          | Manfredonia-Perugia    | 1-2           | 7 mag.        |
| 21 dic.      | 0-1          | Massese-Frosinone      | 1-1           | 7 mag.        |
| 21 dic.      | 3-0          | Napoli-Lanciano        | 0-0           | 7 mag.        |
| 21 dic.      | 1-0          | Pistoiese-Martina      | 1-1           | 7 mag.        |
| 21 dic.      | 1-1          | Sassari Torres-Foggia  | 1-1           | 7 mag.        |

### Spareggi

#### Play-off

##### Tabellone
|  | Semifinali | Semifinali    | Semifinali | Semifinali | Semifinali |  |  | Finale    | Finale    | Finale | Finale | Finale |  |
|  |            |               |            |            |            |  |  |           |           |        |        |        |  |
|  | 4          | Grosseto      | 1          | 1          | 2          |  |  |           |           |        |        |        |  |
|  | 3          | Torres        | 0          | 0          | 0          |  |  | Grosseto  | Grosseto  | 0      | 0      | 0      |  |
|  | 5          | Sangiovannese | 0          | 0          | 0          |  |  | Frosinone | Frosinone | 0      | 1      | 1      |  |
|  | 2          | Frosinone     | 0          | 0          | 0          |  |  |           |           |        |        |        |  |

##### Semifinali
|               | Risultati |               | Luogo e data                          |
| ------------- | --------- | ------------- | ------------------------------------- |
| Sangiovannese | 0-0       | Frosinone     | San Giovanni Valdarno, 21 maggio 2006 |
| Frosinone     | 0-0       | Sangiovannese | Frosinone, 28 maggio 2006             |
|               |           |               |                                       |
| Grosseto      | 1-0       | Torres        | Grosseto, 21 maggio 2006              |
| Torres        | 0-1       | Grosseto      | Sassari, 28 maggio 2006               |
|               |           |               |                                       |

##### Finali
|           | Risultati |           | Luogo e data              |
| --------- | --------- | --------- | ------------------------- |
| Grosseto  | 0-0       | Frosinone | Grosseto, 4 giugno 2006   |
| Frosinone | 1-0       | Grosseto  | Frosinone, 11 giugno 2006 |
|           |           |           |                           |

#### Play-out
|             | Risultati |             | Luogo e data                            |
| ----------- | --------- | ----------- | --------------------------------------- |
| Juve Stabia | 2-1       | Acireale    | Castellammare di Stabia, 21 maggio 2006 |
| Acireale    | 1-1       | Juve Stabia | Acireale, 28 maggio 2006                |
|             |           |             |                                         |
| Massese     | 1-0       | Pisa        | Massa, 21 maggio 2006                   |
| Pisa        | 2-1       | Massese     | Pisa, 28 maggio 2006                    |
|             |           |             |                                         |

### Statistiche

#### Squadre

##### Primati stagionali
- Maggior numero di vittorie: Napoli (19)
- Minor numero di sconfitte: Napoli (4)
- Migliore attacco: Napoli (48 gol fatti)
- Miglior difesa: Napoli (20 gol subiti)
- Miglior differenza reti: Napoli (+28)
- Maggior numero di pareggi: Pistoiese (18)
- Minor numero di pareggi: Pisa (6)
- Maggior numero di sconfitte: Chieti (20)
- Minor numero di vittorie: Chieti e Juve Stabia (7)
- Peggiore attacco: Massese (21 gol fatti)
- Peggior difesa: Chieti (46 gol subiti)
- Peggior differenza reti: Chieti (-22)